# Rovinj
Rovinj (olaszul: Rovigno) város és község Horvátországban, Isztria megyében. Közigazgatásilag még Rovinjsko Selo település tartozik hozzá. Számos szállodájával és turistalátványosságával egyike az ország legjelentősebb turisztikai központjainak. Kulturális és művészeti centrum, iskolákkal, múzeumokkal, galériákkal, tudományos intézményekkel. Fejlett a dohányipar, az élelmiszeripar, a borászat és a halászat. A kedvező fekvés, az enyhe éghajlat, a dús földközi-tengeri növényzet megfelelő feltéteket biztosít a turizmus fejlődéséhez.

## Fekvése
Rovinj egy kiálló szirtfokra épült festői szépségű városka az Isztriai-félsziget nyugati részén, Porečtől 15 km-re délkeletre. Területe a Lim-öböltől Veštarig nyúlik. Elérhető Pazin felől az A8-as és Póla felől az A9-es autópályán, a róla leágazó 303-as főúton. A tulajdonképpeni városmag két, egy kis félszigeten (egykori szigeten) emelkedő dombon fekszik. A város szíve, a Szent Eufémia-templom a 30 méteres Montén magaslik.

## Története

### Rovinj az ókor végéig
A régészeti leletek tanúsága szerint a mai Rovinj területén már a történelem előtti időben is éltek emberek. A sziget nyugati része a bronzkorban és a vaskorban az i. e. 5. évezred és i. e. 15. század között népesült be; a magaslatokon többszörös föld- és kősánccal védett várakat, erődfalvakat építettek. A csatorna a mai főtér helyén húzódott.
A legújabb régészeti feltárások eredményei azt igazolják, hogy az egykori szigeten már az i. e. 2. évezredben volt település. Az Isztriát uraló hisztri törzs a görögökkel és az etruszkokkal is élénken kereskedett. A rómaiak hosszú, véres harcokkal hódították meg a környéket; a félsziget nevét adó hisztri törzs hatalmát végleg i. e. 177-ben számolták fel. Rovinj első fennmaradt írásos említését egy ismeretlen ravennai szerző „Cosmographia” című munkájában találhatjuk Castrum Rubini alakban. A 7. században írt munka legtöbb adata az 5. századról szól, amiből a rovinji olasz történész, Benussi arra következtetett, hogy Rovinjt a 3-4. században alapíthatták. Annak ellenére, hogy a települést fal és három bástyatorony védte, azt többször feldúlták.

### Az 5. századtól a velencei uralomig
A rómaiak után a keleti gótok, a hunok és a bizánciak uralma következett. Támadásaik elől a latin nyelvű lakosság a környező és biztonságosabb Mons Albanus-, Sv. Katerina, Sv. Andrija és Cissa szigetekre húzódott vissza – Cissát már az 1. században idősebb Plinius is megemlíti. Rubini vára (Castrum Rubini) nagyjából a mai Szent Eufémia-székesegyház helyén állt, benne egy akkor még Szent György tiszteletére szentelt templomocskával.
A szlávok a 7. században telepedtek meg a környéken (Batár, 2007). A szigetet a bizánciaktól előbb a longobárdok foglalták el, majd miután Nagy Károly frank császár meghódította királyságukat, a Frank Birodalom része lett. A hűbérviszonyok között a város korábbi önállóságának nagy részét és jelentőségét elveszítette. Erről árulkodik az a tény, hogy 804-ben a birodalmi nagygyűlésen csak mint várat (castrum) említik.
Bár a tenger felől magas sziklák, a szárazföld felől erős falak védték, Isztria több településéhez hasonlóan többször is lerombolták és felégették. Az akkor már „Ruigno, Ruginio, Ruvigno” néven említett települést a szárazföld felől 876-ban a Domagoj vezette horvátok, a tenger felől 865-ben és 887-ben neretvánok, 819-ben és 842-ben szaracénok támadták meg.
Egyházilag sokáig a Pólai egyházmegyéhez, majd 966-ban a poreči püspök fennhatósága alá tartozott, 1208-ban az aquileiai pátriárkához került.
A 10. és 11. században Isztria nagy hatalmú német hűbérurak birtoka volt, és ők jóindulatúan tekintettek a Velencei Köztársaság politikai és gazdasági erősödésére. A város vezetésének a korábbi önállóság visszaszerzéséért egyfelől az aquileiai pátriárkával, másfelől a tengeri hatalom Velencével kellett megküzdenie – közöttük egyensúlyozva a kiváltságok megszerzésért hol egyikük, hol másikuk felé hajlott. 1188-ban Rovinj aláírta Raguzával (Dubrovnik) a kétoldalú kereskedelemről és az árucseréről szóló „Renovatio pacist”. A 13. században többször összetűzésbe került a nyugat-isztriai városokkal, Pirannal és Koperrel. A Serenissima úgy határozott, hogy az Észak-Adria térségét, a Velencei-lagúnát és Isztriát katonai védelme alá vonja. Rovinj a többi isztriai várossal együtt úgy vélte, hogy Velence tengeri hadereje megfelelő védelmet nyújt kereskedelmi és tengerészeti érdekeihez és 1283-ban Poreč, Novigrad és Umag példáját követve meghajolt a velencei akarat előtt. Ezzel kezdődött a több évszázados velencei uralom.

### Rovinj a velencei uralom alatt

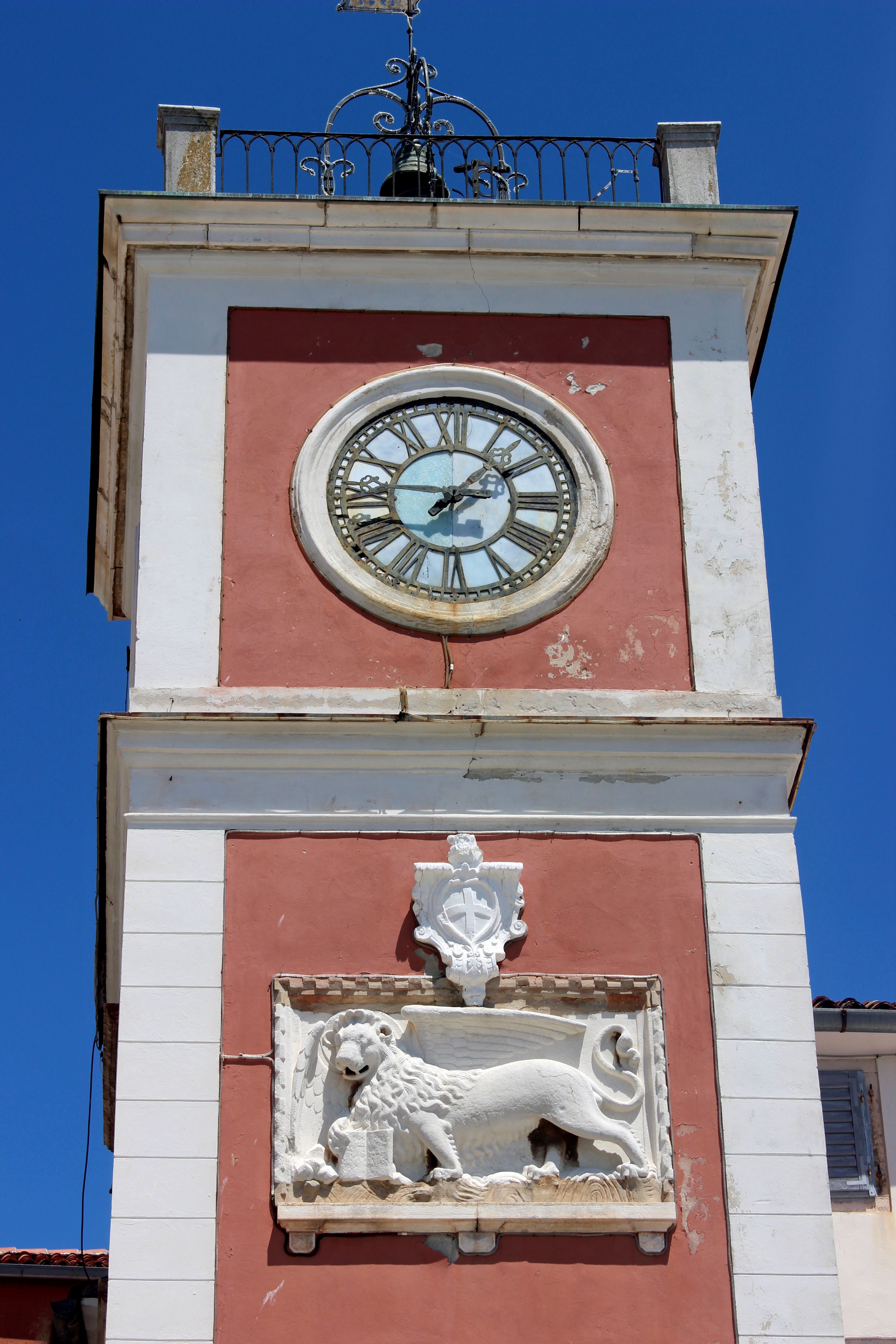
Az Óratorony a szárnyas oroszlánnal

A Velencei Köztársaság megadta a látszólagos szabadságot, de fenntartotta a jogot a városi elöljáró – a podeszta – jelölésére, és az ő illetékessége az egyházi, politikai, igazgatási, kereskedelmi és más ügyekre egyaránt kiterjedt. A podeszta természetesen velencei volt. Rovinjnak csak korlátozott önállóság jutott, a tanács munkájában csak néhány kiváltságos család képviselője vehetett részt. A város statútuma a 15. században már három könyvből állt – az első a közigazgatásról, a második a polgárjogokról, a birtokokról, földekről, marhákról és legelőkről, a harmadik a bűnökről, a büntetésekről és az adókról rendelkezett. A velencei gazdaság hajtóereje a kereskedelem volt, így Rovinjban is nőtt az áruforgalom, mely a településnek már határozott városi jelleget adott; a halászok és földművesek mellett megjelentek a kézművesek, a kereskedők és a tengerészek. A 14. században megalapították az első testvériségeket: a földbirtokosokét és földművesekét, a tengerészekét, a kőfaragókét, a halászokét stb. Rovinj a középkori Isztria legforgalmasabb, legnagyobb kikötője lett. Kettős védfallal vették körül, és azokat három bástyával erősítették meg, de gazdagsága túlságosan is vonzó célponttá tette. 1280-ban uszkók kalózok dúlták fel (Batár, 2007).
A tengerészet fejlődése a kikötővárosok rivalizálásához, majd fegyveres összecsapásaihoz vezetett. A Földközi-tenger uralmáért Velence háborúba keveredett Genovával, amelynek hajóhada 1379-ben elfoglalta, és lerombolta Rovinjt. A genovaiak még a város védőszentjének ereklyéit is magukkal vitték, és azok csak 1401-ben kerültek vissza. Isztria középső területei 1374-ig a goricai (Gorizia, Görz) grófsághoz tartoztak, majd ennek bukása után pazini grófságként a Habsburg-ház uralma alá kerültek. A két nagyhatalom, Velence és a Habsburgok érdekellentétei gyakran fegyveres összetűzésekbe torkolltak.
Isztriát a középkorban többször is járványok pusztították, de a kedvező éghajlatú Rovinjt ezek részben megkímélték. Az uszkókok és a velenceiek háborús összecsapásaik során a várost az uszkók kalózok kétszer (1579-ben és 1599-ben) is lerombolták, és felégették. A török hódítás elől Isztria középső területeiről, Boszniából, Dalmáciából, de még Albániából és Görögországból is sok menekült érkezett a városba, amelynek lakossága így ugrásszerűen megnőtt. Itália északi részeiről is érkeztek betelepülők.
A 17. században mintegy 3500-an menekültek egy pestisjárvány elől Rovinj falai közé. A túlzsúfolt városka családjai kénytelenek voltak beérni egy-egy szobával, saját tűzhelyéhez azonban minden család külön kéményt épített; ekkor alakult ki az egymás fölé emelkedő házak kéményerdeje. A városnak 1595-ben 2800, 1650-ben körülbelül 5000, 1741-ben 7966, 1775-ben már 13 788 lakosa volt – Rovinj volt a legfontosabb kereskedelmi kikötő Velence közelében; tengerészei kivételes ügyességükről és bátorságukról voltak híresek. Megmutatkozott ez a velenceiek és a törökök kandiai háborújában (1648), amikor a tizenkét, észak-adriai velencei hajón szolgáló rovinji kapitány közül hármat is a Szent Márk-renddel tüntettek ki vitézségéért. A török harcok idején a velenceiek segítséget adtak erődök építéséhez, és a városfalakat is megerősítették. Porton del Ponte 1563-ban épült, a Portizzát pedig 1590-ben építették újjá, és megerősítették. 1650-ben az uszkók veszély megszűntével a város részben a szigeten, részben az átellenben a ferences rendi kolostor alatt fekvő szárazföldi területeken a falakon kívül is terjeszkedni kezdett. A sziget és a szárazföld között húzódó csatornán hidat építettek, majd 1763-ban a csatorna feltöltésével ezt megszüntették – ekkor vált Rovinj szigetből félszigetté. A 17. században és a 18. század elején Isztria legjelentősebb hajóépítő, halászati és hajózási központja lett; itt volt a félsziget legfontosabb kőbányája is. Vezető szerepét 1719-ben veszítette el, amikor Ausztria Fiumét és Triesztet szabad kikötővárosi rangra emelte. Mindeközben önállósága látszólagos maradt, lakóit szigorú adóelőírások sújtották, ezért Rovinj lett a csempészet és a hatalom elleni lázadások legjelentősebb fészke, amelyeket 1767-ben, 1769-ben, 1774-ben és 1780-ban fojtottak el.

### A 19. századtól napjainkig
A Velencei Köztársaság bukásával (1797) itt is megszilárdult a demokrácia, a várost 18 képviselőből álló tanács irányította. Az önkormányzat fennmaradt az 1805-ig tartó rövid osztrák, majd az 1813-ig tartó francia uralom (Illír Provincia) alatt is. 1813-ban újra osztrák uralom következett. Rovinj, amelynek 1821-ben megerősítették városi rangját, 1825 és 1860 között az Isztriai Tartomány része volt, amely az 1861. február 26-án kibocsátott császári pátenssel önálló őrgrófsági státuszt kapott saját országgyűléssel. Isztria járásai közül az egyiknek Rovinj lett a székhelye. Az osztrák uralom alatt a város nagyarányú ipari, tengerészeti és kulturális fejlődésen ment át. A fejlődés jobb életkörülményeket teremtett, beépült a Sveti Franjo-dombtól a dohánygyárig terjedő övezet. 1816-ban kiépült a fáklyás(?) közvilágítás, 1819 és 1840 között megépült a régi iskola, 1847-ben a tésztagyárhoz a gőzmalom, 1850-ben megalakult Isztria kereskedelmi és iparkamarája, 1853-ban a Sveti Ivan-szigeti világítótorony, 1854 és 1865 között a színház, 1852-ben a cementgyár, 1859-ben a nagymóló, 1872-ben a dohánygyár, 1878-ban a viaszüzem, 1882-ben az üveggyár és a halfeldolgozó üzem, 1888-ban a kórház, 1891-ben pedig megalapították a tengerbiológiai intézetet. 1876-ban Rovinjt elérte a vasút is, az első vonat Kanfanar felől gördült be a vasútállomásra. 1905-ben kiépítették a gázvilágítást, 1906-ban pedig bevezették a telefonszolgáltatást. A városnak 1857-ben 9401, 1910-ben 10 022 lakosa volt. Az első világháború következményei nagy politikai változásokat hoztak Isztrián. 1920-tól 1943-ig Isztriával együtt olasz uralom alá tartozott. Az olasz kapitulációt (1943. szeptember 8.) követően Isztria német megszállás alá került, amely 1945-ig tartott. A település végül csak 1945. május elején szabadult fel. A háborút hosszas diplomáciai harc követte Jugoszlávia és Olaszország között Isztria birtoklásáért. Az 1947-es párizsi békeszerződések Jugoszláviának ítélték, aminek következtében az olasz anyanyelvű lakosság Olaszországba menekült. 1911-ben a népességnek még 97,8%-a olasz anyanyelvű volt, majd az isztriai exodus során 1943-tól több hullámban egészen 1954-ig Titóék elüldözték őket. 2001-ben lakóinak már csak 10,81%-át alkották olaszok. A településen gyakoriak a kétnyelvű horvát/olasz hivatalos feliratok. A város gazdasági életében az 1960-as évek közepétől a turizmus fejlődése hozott új fellendülést. 1991 óta a független Horvátországhoz tartozik. 2011-ben a városnak 12 913, a községnek összesen 14 367 lakosa volt.

## Lakossága
| A lakosságszám változása | A lakosságszám változása | A lakosságszám változása | A lakosságszám változása | A lakosságszám változása | A lakosságszám változása | A lakosságszám változása | A lakosságszám változása | A lakosságszám változása | A lakosságszám változása | A lakosságszám változása | A lakosságszám változása | A lakosságszám változása | A lakosságszám változása | A lakosságszám változása | A lakosságszám változása |
| ------------------------ | ------------------------ | ------------------------ | ------------------------ | ------------------------ | ------------------------ | ------------------------ | ------------------------ | ------------------------ | ------------------------ | ------------------------ | ------------------------ | ------------------------ | ------------------------ | ------------------------ | ------------------------ |
| 1857                     | 1880                     | 1890                     | 1900                     | 1910                     | 1921                     | 1931                     | 1948                     | 1953                     | 1961                     | 1971                     | 1981                     | 1991                     | 2001                     | 2011                     |                          |
| 9401                     | 9522                     | 9662                     | 10 302                   | 12 323                   | 10 022                   | 10 170                   | 7863                     | 5712                     | 7155                     | 8871                     | 11 271                   | 12 910                   | 13 467                   | 12 913                   |                          |

## Nevezetességei

### Az óváros
Rovinj óvárosa a dombtetőről messze tekintő Szent Eufémia-templom köré tömörült. Utcácskái szűk, hegyről le és föl kacskaringózó sikátorok. Román-gótikus, reneszánsz, barokk és neoklasszicista épületeinek ablakai, teraszai, baladurjai, tetőteraszai, kapuzatai és lépcsősorai megőrizték az ódon hangulatot. Az északi és déli oldalon fennmaradtak a kora középkori és reneszánsz városfalak. Az egykori hét városkapuból három maradt meg a kikötő és az óváros között: a Szent Benedek-kapu (ma Vrata na obali), a város címerével díszített Szent Kereszt-kapu (Vrata Sv. Križa), valamint a Fal alatti kapu (Vrata Pod zidom, az 1590-es felirattal).
A mozgalmas kikötőből nyíló Gradski téren áll:
- velencei stílusú Óratorony (19. század);
- gyermekalakos díszkút (1959);
- Califfi-palota (17. század vége), amelyben ma a városi múzeum működik.

A Gradski tér előtt van a kikötő a mólókkal, ahol veszteglő halászhajók, vitorlásjachtok, motorcsónakok, bárkák megszámlálhatatlan árbócerdeje fogadja az ideérkezőt. A kikötővel szemben a parttól alig pár száz méterre zöldell a Sveta Katarina-sziget.
A Gradski térről északra a Valdibor tér felé van a zöldség- és halpiac; a két tér között áll az 1854-ben épített Rubineum. Ennek földszintje egykor hal- és húsbolt volt. Az emeleti nagy termet 1865-ben színházzá alakították át, ez 1928 óta a két világháború közötti időszak ismert rovinji komikus színésze, Antonio Gandusio nevét viseli.
A térről az óvárosba egy kőburkolatú barokk kapun, a Balbi-íven (Balbijev luk) léphetünk be; ezt 1678–79-ben építették a velenceiek. A kapu íve felett kívülről egy török, belülről egy velencei emberfej látható. A kaput száz évvel később a Balbi család két címerével díszítették. Közöttük kőtábla látható, afölött pedig a velencei szárnyas oroszlán domborműve. Az oroszlán egy „VICTORIA TIBI MARCE EVANGELISTA MEVS” (dicsőség neked, Márk evangélistánk) feliratú nyitott könyvet tart.
Baloldalt áll a városi tanács épülete, az egykori prétori palota, amelynek alapjait még 1308-ban rakták le – majd többször bővítették és megújították. Földszinti része zárva van, emeletén található a tanácsterem (Sala Gradskog vijeća), több iroda és a városi levéltár. A tanácsterem freskóit 1584-ben festették. Az épület homlokzatát és átriumát 1850 és 1860 között megújították, egyúttal velencei és rovinji családok, valamint a város címerét helyezték el rajta. Mai ismereteink szerint utóbbi – egy fehér pajzsban elhelyezett vörös kereszt – a 14-15. századból származik.
A prétori palotán túl van a Mateotti tér, amelynek közepén egy szép közkút áll. Itt található a Centar, az Olasz Unió 1968-ban alapított történeti kutatóintézete. Az intézmény könyvtára több mint nyolcvanezer kötetes; az Európa Tanács emberi és kisebbségi jogokkal foglalkozó bizottságának védnöksége alatt áll. A téren állt a Szent Kozma és Damján-templom, egy 1456-ban emelt, hétszögletes építmény – egykor a teret is így hívták. Itt keresztelték a városi elöljárók gyermekeit, amíg a templomot 1810-ben, a francia megszállás idején le nem rombolták. E térről három szűk utcácska vezet fel a dombra, a Szent Eufémia-templomhoz.
A Mateotti térről a Veli (Nagy) térre érkezünk, amit pompás, 16. századi reneszánsz paloták vesznek körül. A kis utcácskák különlegesek és csodásak. Némelyikük a tengerpartra megy, mások a dombtetőn álló Szent Eufémia-templom felé tartanak – ezek közül a Grisia utca hagyományos képtárlatairól híres. Az utca végén, a plébániatemplomhoz közel áll az 1673-ban emelt kis Szent József-templom. 1953-ig itt tartották a gyermekek hittanoktatását, ma már nem miséznek benne.
A Szent Kereszt utcán leereszkedve közvetlenül a Szent Kereszt-kapu mellett áll az azonos nevű, a 14. században épített templomocska, amelyet 1592-ben bővítettek ki. A hagyomány szerint először ennek közelében helyezték el Szent Eufémia szarkofágját – erről emlékezik meg a templom alatti lépcsőn látható felirat. Az egyhajós, loggiás templomot 1965-ben restaurálták. A loggiában régi feliratos kövekből kis lapidáriumot rendeztek be. Ugyanebben az utcában áll az 1492-ben épített, kis Szent Borbála-templom.
A Pod lukovima (Árkádok alatti) teret magas házak övezik. Itt áll a 16. századi Szent Benedek-templom, és mindjárt ennek közelében a Szent Benedek-kapu a 12. századi városfal részletével. A tér egyike Rovinj legszebb tereinek.
A déli kikötő nagygátját 1859-ben építették. Eredetileg csak addig ért, ahol ma vonala megtörik. Teljes hosszát 1931-ben érte el, hogy a Sveta Katarina kikötőben horgonyzó kis hajókat a váratlan, délnyugatról jövő viharoktól is megvédje.
A Szent Eufémia-templomtól indul az óváros egyik legszebb utcája, a Bregovita utca, amely a Poljana dombig vezet, és mai formáját a 18. században nyerte el. Itt áll a Szent Tamás-templom, a középkori építészet szép példája. A templomot már a 14. században említik; 1723-ban bővítették. A templom névadója után a helyiek a városnak ezt a részét ma is San Tomának nevezik.
A Bregovita utcával párhuzamos Švalbina utcában látható a 17. századi külső városfal egy része. Barokk épületeivel ugyancsak Rovinj legszebb utcái közé tartozik. Itt érkezünk a népnyelv által csak Oratoriónak nevezett Fájdalmas Szűzanya-kápolnához, amelynek két utcáról van bejárata. A középkorban földszintjén az idegenek és a szegények kaptak szállást, emeletén pedig imaház volt. A korabeli iratok szerint a pićani püspök szentelte fel. 1788-ban készített oltárán egy üvegajtóval zárt fülkében áll a Fájdalmas Szűzanya szobra. Az utca vége előtt balra található az 1779-ben épített Gyógyító Boldogasszony-templom. Oltárképe az azonos titulusú velencei templom oltárképének másolata. 1818 óta a templomból minden évben fogadalmi körmenet indul a város pestistől való szabadulásának emlékére.

### A Szent Eufémia-székesegyház

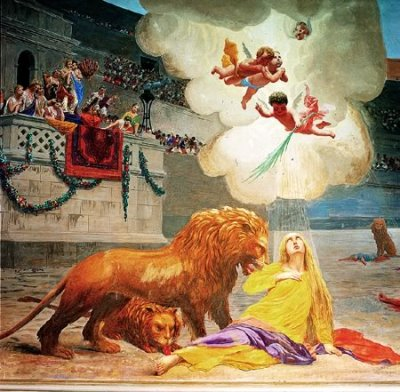
Szent Eufémia mártíromsága a templom freskóján

Szent Eufémia nagyvértanú Rovinj védőszentje; a neki szentelt püspöki székesegyház koronázza meg az óváros dombját. Tornya messze kimagaslik a házak közül.
A Szent György-templom már kicsinek bizonyult ekkora embertömeg befogadására, ezért a 10. század elején új templom építésébe kezdtek. 950 körül fel is épült a háromhajós, három félköríves apszissal rendelkező bazilika, melynek a közepén helyezték el a szarkofágot, és Szent Györggyel együtt Szent Eufémia is a város védőszentje lett. A plébániának és a városnak is nagy eseménye volt, amikor 1178-ban kibocsátott bullájában III. Sándor pápa káptalani rangra emelte. A kora keresztény templomnak három oltára volt és a főhajóban álló főoltáron Szent György szobra volt látható. A jobb oldali mellékoltár a Legszentebb Oltáriszentség, a bal oldali Szent Eufémia tiszteletére volt szentelve. Az ezen állt, fából faragott Szent Eufémia-szobrot a 16. században egy új, kőből faragott, aranyozott szoborra cserélték, amely ma is ott látható. A templomot a következő századokban többször javították, de 1720-ban mégis új templom építése mellett döntöttek. Az építmény tervezésével és kivitelezésével Giovanni Scalferotto velencei építészt bízták meg. Maga az építés 1725-ben kezdődött el. Ennek érdekében le kellett bontani a Szent György-, a Szent Orsolya-, a Szent Mihály- és a Szent Rókus-templomot. Az építés gyorsan haladt. Már 1728-ban mindhárom hajó be volt boltozva és a szarkofágot el tudták helyezni arra a helyre, ahol ma is áll. Az épület szerkezete 1736-ra készült el, hosszúsága 51, szélessége 30, a főhajó magassága 17,71 méter.
A három főoltár a velencei Gerolamo Laureato tervei szerint épült 1741-ben, amikor Mazzoleni poreči püspök felszentelte a főoltár három nagyméretű, Szent Györgyöt, Szent Rókust és Szent Márkot ábrázoló szobrát. A templomot végül 1756-ban szentelték fel, de már 1754-ben Szent Eufémia ünnepén megszólalt az orgona, mely máig értékes kulturális műemléke a templomnak. Építője Antonio Barbini volt, és később többször restaurálták, utoljára 1958-ban. 1780-ban a rovinji építész Simone Batistella már terveket dolgozott ki a déli homlokzat kővel történő burkolására, a homlokzat díszítése azonban csak 1861-re fejeződött be Depozza építész tervei szerint. A déli kapunál Szent Eufémia gótikus domborműves ábrázolása valamint ókeresztény és kora román töredékek láthatók befalazva. A templom belső tere nagyon szép. A főoltárt és a két másik oltárt Alvise és Ambrogio Tagliapietra carrarai márványból faragott nagyméretű szobrai díszítik. A Legszentebb Oltáriszentség oltár is gazdagon márványozott, különösen szépek az oszlopok és a nagyméretű angyalszobrok, valamint az 1777-ben készített ezüst antependium (oltárelő). Valamennyi velencei munka. Az áldoztató korlát ugyancsak carrarai márvány, szépségével jól illeszkedik a tér harmóniájába. A főoltár mögötti falakon három nagyméretű, aranyozott keretes festmény áll. A legnagyobb az Utolsó vacsorát ábrázolja, Giovanni Contarini alkotása 1574-ből, a másik ismeretlen mester műve Jézus és az alvó apostolok a Gecemáni-kertben, míg a harmadik valamivel kisebb kép a Szűzanyát ábrázolja gyermekével értékes, szépen kidolgozott bizánci ikon (ma a sekrestyében őrzik).

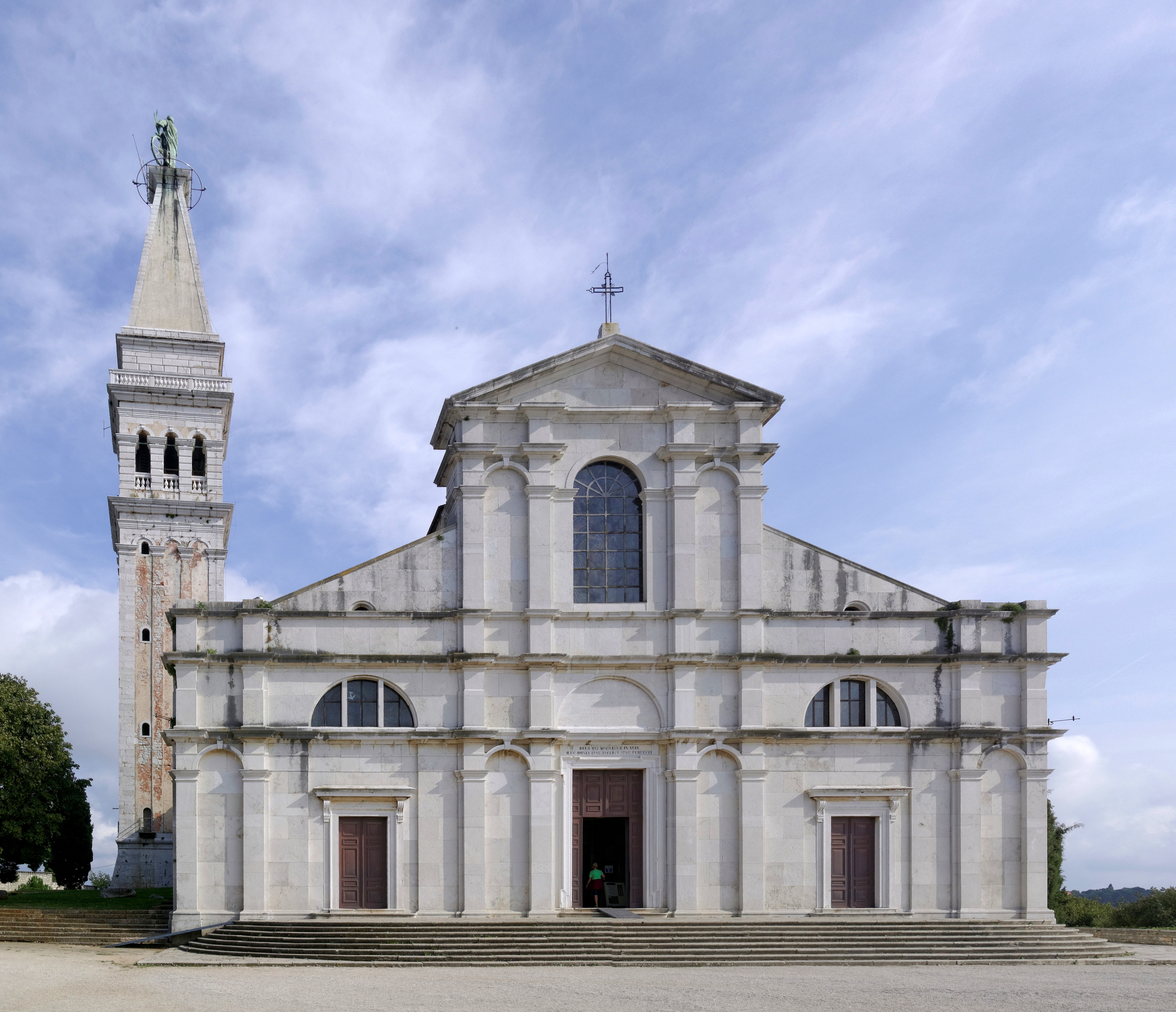
A Szent Eufémia-plébániatemplom

A Szent Eufémia-oltár mögött található a proconnesusi márványból (Marmara-szigetek, Márvány-tenger) faragott 3. századi szarkofág a szent ereklyéivel. Aquileiai műhelyből származó befejezetlen munka. Hossza 208, magassága 195, szélessége 95 cm. A szarkofágban található a szent drága aranyos ruhákba öltöztetett csontváza. A koponyát fedő viaszmaszkot 1953-ban készítették. Említésre méltó még az 1635-ben festett Szent Sebestyén-oltárkép. A falakat 1800-as években készült freskók borítják, amelyek közül az egyik az ideúszó kőkoporsó csodálatos ideérkezését, míg egy másik Eufémia történetét jeleníti meg az oroszlánokkal.
A harangtorony építése 1651-ben kezdődött Alessandro Monopola milánói építész tervei szerint a velencei Szent Márk-székesegyház campaniléjének a mintájára. Az építés 26 évig tartott 1677-ben készült el. Szent Eufémia bronzból készült szobra a maniagai Vallani testvérek munkája 1758-ban került a torony tetejére a korábbi, egy 1756-os villámcsapásban megsemmisült faszobor helyére. A szobor úgy fordul el a tengelye körül, hogy mindig az aktuális szélirányt mutassa. 1834-ben alapjaiban megújították, mert a villámok nagy károkat okoztak benne, végül 1879-ben villámhárítóval látták el. A harangtorony a szoborral együtt több mint 62 méter magas (ebből a szobor 4,70 méter), a legmagasabb ilyen építmény az Isztrián.

### Az Óvároson kívül

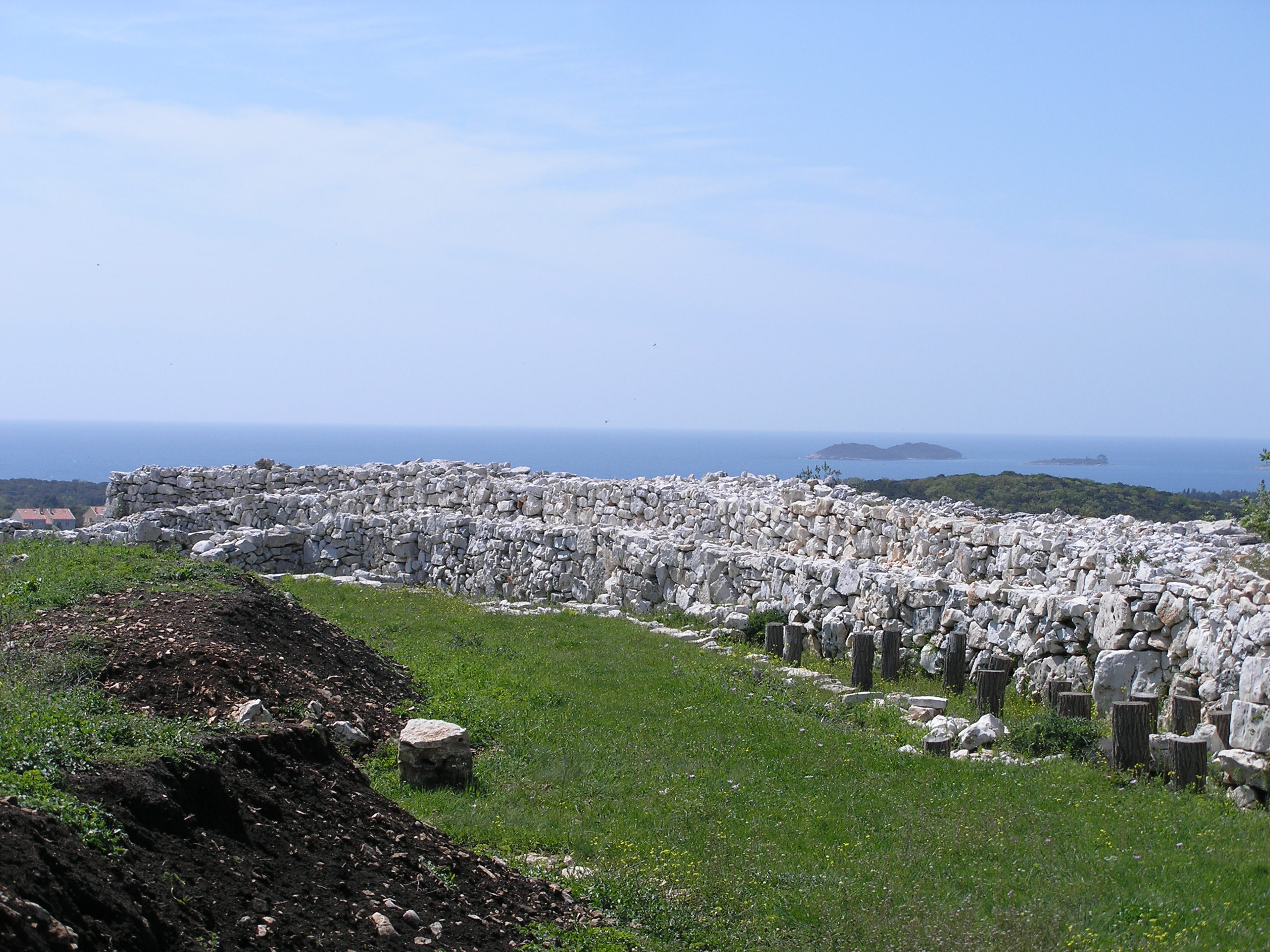
Monkodonja falai

- A G. Paliage utca 5. szám alatt található a város akváriuma a Ruđer Bošković intézet. Az intézet 1891-ben nyílt "Zoologische Station des Berliner Aquarius" néven és a világ egyik legrégibb ilyen intézete volt. Az épületben alakították ki 1962-ben a Ruđer Bošković tengeri radiobiológiai intézet laboratóriumát. 1969-ben a Jugoszláv Tudományos Akadémiával (JAZU) közösen létrehozták a Ruđer Bošković tengeri kutatási központot. A központban dolgozó mintegy negyven tudós tengeri mikrobiológiai, toxiológiai és molekuláris biológiai kutatásokat végez. Mintegy húszezer kötetes könyvtára, óceonográfiai adatbankja, mintegy 1100 fajta adriai gerinctelent, halat és növényt, megközelíthetően 400 fajta tengeri algát és pázsitot felölelő dokumentumgyűjteménye van.
- A De Amicis utca 36 alatt található a ferencesek temploma és kolostora.[8] Az impozáns barokk épületegyüttes építése 1702-ben a kolostor kútjának kiásásával kezdődött. Ennek során itt használtak először robbanóanyagot bányászati célra. A templom építése 1710-re fejeződött be és Assisi Szent Ferenc tiszteletére szentelték fel. A főoltár mögött félköríves kórust alakítottak ki a rendtagok számára, a bal oldalról nyílik a bejárat a kolostorba és a sekrestyébe, míg jobbra a Szeplőtelen fogantatás kápolna található. A hajóban található másik két oltárt Alkantarai Szent Péter és a Szent Kereszt tiszteletére szentelték. A Szűzanyát Alkantarai Szent Péter és Páduai Szent Antal társaságában ábrázoló oltárkép G. Ventura alkotása a 18. század elejéről. Értékes az ifjabb Palma master stílusában festett a feszületet szentekkel ábrázoló oltárkép is. Orgonáját Eduard Kunad építette 1882-ben négy évvel a kolostor bővítése után. A templom bejárata előtt 1855-ben nagy kőkeresztet állítottak fel, amely korábban a Szentháromság-templom előtt állt. A kolostor könyvtára nyolcezer értékes kötetet számlál, melyek közül a legrégebbiek 16. századiak. A kolostor kis múzeumában két bizánci stílusú ikont őriznek, az egyik a 16. századból, a másik 1686-ból származik, ismeretlen mester alkotásai. Értékes még a Szent Család ábrázolása a 16. századból, Szűz Mária a kis Jézussal kis gótikus-reneszánsz márványszobra és Szent Jeromos barokk márványszobra a 17. századból. Emellett több kehely, szentségtartó, kereszt és más aranyozott ezüst relikvia látható itt.[9]
- A városmagtól a Via Carerán végigmenve érünk a Trg na lokvira. Itt található a város legjelentősebb megmaradt román kori épülete, a Szentháromság-templom.[10] A kis templom külsejét tekintve hétszög alaprajzú, amely hét fülkés, kupolás kör alakú belső teret takar. Sajátos átmenetet képez a román és a gótikus stílus között. A három külső nyíláson át betörő fény játéka szuggesztív és monumentális kompozíció benyomását kelti ebben a kis harmonikus építményben. A templom igazi ékessége a szépen fennmaradt kora román tranzéna (kőből faragott ablakrács) a Golgota ábrázolásával. A templomban ma már nem tartanak istentiszteletet, galériának rendezték be.[6]
- A Carducci utcában található az Irgalmas Szűzanya-templom,[11] melyet 1487-ben szenteltek fel. Amint erre a "Scip.Benz. P. 1584." felirat is emlékeztet a templomot 1584-ben Scipione Benzon podeszta idejében átépítették. A kapu feletti felirat szerint 1750-ben megújították. Egyhajós épület négyszögletes szentéllyel. A bejárat előtt loggiás előtér található, ahova lépcsők vezetnek fel. A homlokzatot és a loggiát is felül timpanon zárja le. Oltárán a Szűzanyát gyermekével ábrázoló festmény áll. 16. századi fára festett alkotás aranyozott háttárrel, nagyméretű aranyozott keretben. Berendezéséből értékesek a késő barokk fából faragott padok és a rovinji tengerészet történetéről mesélő fogadalmi ajándékok. Ebben a templomban temették el 1762-ben Elisabetta Angelini-Califfi grófnőt a szegények nagy jótevőjét.[9]
- A Vladimir Gortan utcában áll a Szent Márton-templom, amelynek építési ideje nem ismert. A korabeli dokumentumok szerint a templomban tartotta ülését 1580-ban a Földművesek testvérisége, melyet akkor alapítottak.[6] Fából faragott oltárát 1720-ban készítették.
- A Carera utcában a házak között áll a Borromeo Szent Károly-templom, amelyet 1650 és 1660 között építettek. Akkor városon kívül állt, ma itt van a város kereskedelmi központja. Oltára az 1810-ben lebontott közeli Havas Boldogasszony-templomból, oltárképe a Szent Lőrinc-templomból származik. 1944-ben restaurálták. A honvédő háború idején itt működött a Caritas. Ma műteremként üzemel.[6]
- A Szent Miklós-templom rovinji a tengerészekből alakult Szent Miklós testvériség tagjai építették 1364-ben a tenger közelében a Brodogradilišta téren. A templom állapota leromlott és idővel lebontották, de 1860-ban a régi helyén újjáépítették. A 18. században a helyén kis temető feküdt.[6]
- A temetőtől nem messze fekvő, Končeta nevű helyen épült fel a román stílusú Szeplőtelen fogantatás templom, amely a 15. században gótikus boltozatot kapott. Valószínűleg itt gyűltek össze a mezőről hazafelé tartó földművesek, hogy imádkozzanak a jó termésért. A templom 1557-ben a szeplőtelen fogantatás testvériség gondozásában állt.[6]
- A tengerpart közelében áll a régi Szent Pelágiusz-templom, melyet 1400 körül építettek és 1842-ben restauráltak. A második világháború után egy ideig a Dr. M. Horvat Kórház[12] várótermének használták, de miután elhagyták, romlásnak indult. 1989-ben restaurálták. A kórház területén álló új Szent Pelágiusz-templomot 1908-ban építették. Kereszt alaprajzú épület kupolával és két 20 méter magas harangtoronnyal. Oltárképe a Szűzanyát a tengerek csillagaként ábrázolja.[6]
- A várostól 5 km-re Bale felé áll a 14. században épített "Madonna di Campo" (Mezei Madonna) templom. 1757-ben megújították, de később lebontották. A régi helyén 1783 és 1785 között építették fel a mai templomot. Szárazság idején ide zarándokoltak el a rovinjiak esőért imádkozni. Oltárképe Mária mennybemenetelét ábrázolja.[6]
- A várostól északra egy termékeny mezőn található a Szent Kristóf-templom. A 11. században épült, de csak 1300-ban említik először. 1410-ben az azonos nevű testvériség gondozásában állt. Oltárképein Szent Kristóf, Assisi Szent Ferenc és Szent Illés próféta voltak láthatók.[6] Egyhajós épület félköríves apszissal. Külseje lizénákkal tagolt, belül sajnos teljesen üres, csak a kőből épített oltár látható benne.
- A várostól 4 km-re északnyugatra a Kanfanar felé vezető kerékpárúton érhető el a Szent Tamás-templom romja. A templom első formájában még a 6. században épült. A ma látható templom a 8. század végén, vagy a 9. század elején épült a Karoling kor építészetének jellegzetes stílusában, de a 18. századi átépítés után elveszítette eredeti formáját. A templom kereszt alaprajzú három félköríves apszissal. A nyugati fal felett álló harangtorony későbbi építésű, a román stílus jellegzetességeivel. Oltárképén hitetlen Szent Tamás megtérése volt látható, ahogy ujját Jézus sebére helyezte. A templom 1999-ig nagyon romos állapotban volt, ekkor kezdődött rekonstrukciója. Ennek során váltak újra láthatóvá az oltárt elválasztó korlát középkori kőfaragványai és oszlopocskái. Az épület ma már eredeti nagyságában látható.[6]

- A várostól 5 km-re délkeletre található Monkodonja, amelyet az Isztria Mükénéjének is neveznek.[13] Monkodonja bronz kori település volt, melyet az i. e. 1800 körüli időben laktak. A települést egymásra kötőanyag nélkül rakott kőtömbökből épített három méter magas és három méret széles falak védték. A település ovális alakú volt és két részből, egy alsó és egy felső városból állt mintegy ezer lakossal. A felső várost a kézművesek, az alsó várost a földművesek lakták. A városba a nyugati oldalról a tengerre nyíló kis kapun át lehetett bemenni, de volt egy másik bejárat is az északnyugati oldalon. A domb legmagasabb részén volt az akropolisz, ahol a leggazdagabbak laktak. Az ásatások során számos itt készített kerámia került elő, amelyek stílusa a keleti mediterrán és jellemzően a mükénéi kultúrával mutat hasonlóságot. Az előkerült fémtárgyak is az itteniek gazdagságára utalnak. A településtől légvonalban ötszáz méterre megtalálták temetőjét is, ahol a feltárt tizenegy, kőtömbökből épített sírból borostyánból és fajanszból készített ékszerek kerültek elő. A sírokat kincsvadászok már korábban kifosztották, úgyhogy valószínűleg értékesebb mellékleteket is tartalmaztak. Ez lehetett a z egykori nekropolisz központja, ahová a leggazdagabbakat temették el. A település az i. e. 1200 körüli időben ismeretlen okból szűnt meg.
- Rovinjtól 4 km-re keletre a Rovinjsko Selora menő út mentén található 107 méter magas Turnina dombja, amelyen egy ókori eredetű vár romjai láthatók.[14] A vár építése még a történelem előtti időkre megy vissza. Később a rómaiak, a longobárdok, majd a frankok és a bizánciak is használták. Később több birtokosa is volt, egy ideig a poreči püspök tulajdonában is állt, végül államosították. A várat kedvező fekvése miatt a II. világháború idején a partizánok megfigyelő pontként használták, ezért a németek lerombolták, és ma már csak romjai láthatók. A feltárások során bizánci pénzek, fémtárgyak, nyílhegyek és régi fegyverek kerültek elő.

## Rovinj szigetei
Rovinj területéhez összesen 19 kisebb-nagyobb sziget tartozik, melyek közül a Szent Katalin és Szent András-sziget a legnagyobbak és legnevezetesebbek. Mivel Rovinj kikötőiből rendszeresen indulnak hozzájuk turistahajók a nyári szezonban a turisták ezrei látogatják őket.

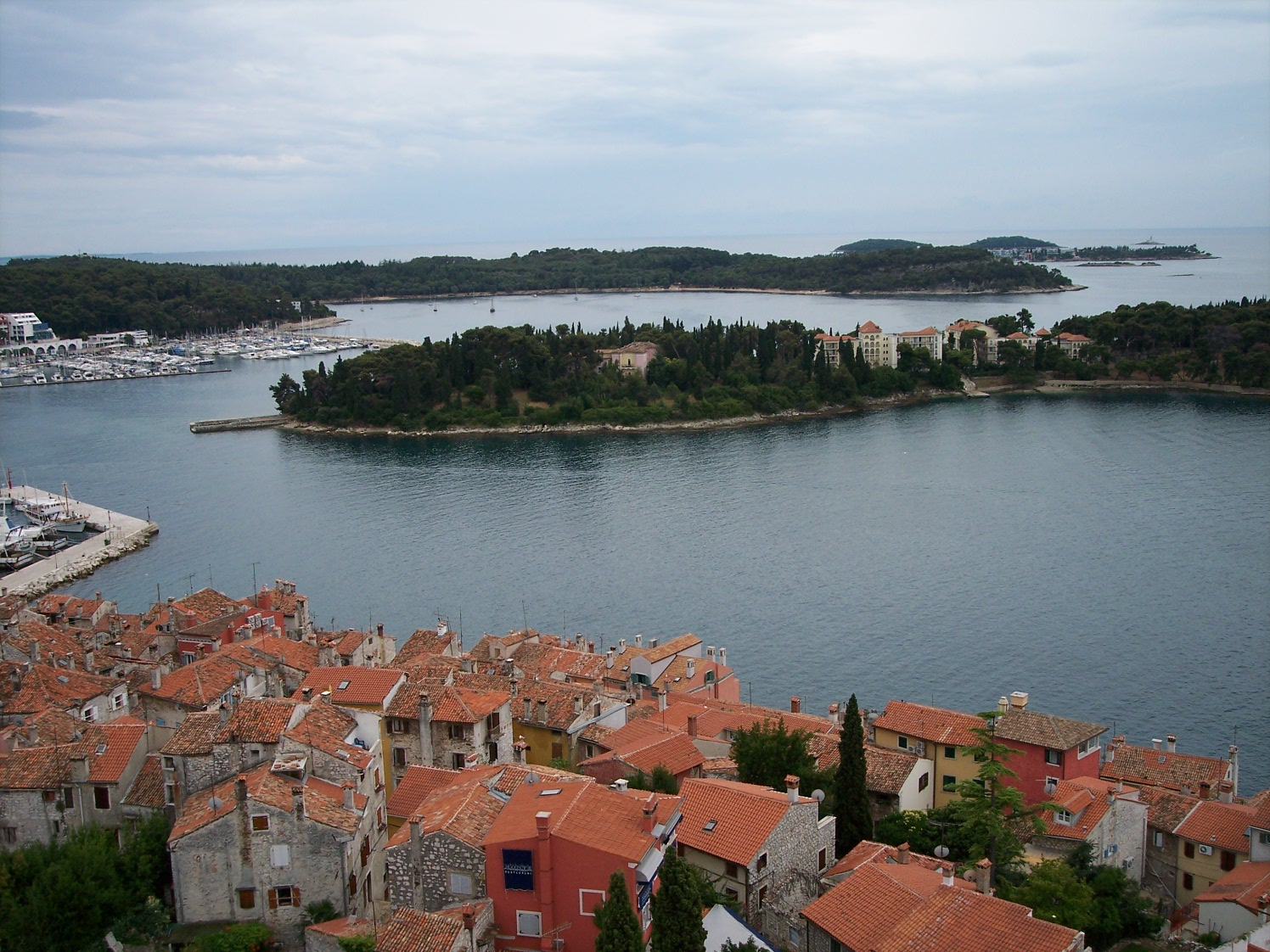
A Szent Katalin-sziget látképe a városközpont felől

- A város déli részével szemben közvetlenül a part előtt fekszik a Szent Katalin-sziget (Otok Sveta Katarina). A város kikötőjéből a szezonban fél óránként induló hajókkal mindössze öt perces út vezet át ide. A sziget már a bronzkorban is lakott volt. 800-ban, amikor Szent Eufémia szarkofágja Rovinjba érkezett, a szigeten ispotály volt, ahol remeték laktak. 1473-ban az itáliai Trevisóból Szűz Mária szolgáinak rendjéből való szervita szerzetesek érkeztek ide. A város 1486-ban nekik adta a sziget felét, és az ispotály romjain felépítették kolostorukat. A templomot megújították, és magas harangtorony épült hozzá. Ők 1779-ig maradtak a szigeten, amikor is az utolsó szerzetes Giuseppe-Maria Variani is meghalt. Ezután a szigetet Alvise Rismondo vásárolta meg aki Károly István osztrák főhercegnek adta tovább. Tőle 1910-ben gróf Korwin Milewski lengyel nemes vásárolta meg. Neki köszönhető a sziget fásítása és két épületének felépítése. Halála után a sziget a városé lett, a templom és a kolostor pusztulásnak indult.[6] Milewski egykori nyaralóját azóta többször bővítették és átépítették, utoljára 2000-ben. A szigeten épült fel a Katarina Szálloda a turistákat kiszolgáló létesítményivel. A sziget különösen gazdag növényekben, mintegy 450 fajta növénnyel rendelkezik. Nagyszerű kilátás nyílik innen festői fekvésű Rovinj városára.
- A Rovinjhoz tartozó szigetek legnagyobbika a városközponttól 3 km-re délre fekvő Szent András-sziget (Otočić Sveti Andrija), melyet másképpen Vörös szigetnek (Crveni otok) is neveznek. A sziget a város déli kikötőtől 15 perc hajóútra van. A szomszédos Maškin-szigettel egy töltés köti össze. Szent András szigete valószínűleg már a történelem előtti időben is lakott volt. A 6. században bencés szerzetesek alapítottak itt kolostort, és építették fel az első templomot. A 13. században a szigetet elpusztították. A 15. században a romos épületeket a ferencesek építették újjá, akik 1809-ig a franciák érkezéséig maradtak itt. Ekkor az épületek újra romlásnak indultak. 1820-ban a szigeten cement és mészüzemet létesítettek, ahol a templom harangtornyát gyárkéményként használták.[6] A Szent András és a Maškin szigetet 1891-ben a Huetterott család vásárolta meg, akik az egykori kolostorépületet családi nyaralónak[15] alakították át, míg a szigetet parkosították és a világ minden részéből származó növényekkel ültették be. A szigeten ma is mintegy 180 fajta növény található. J.G. Huetterott orvos a nyaralót művészeti tárgyakkal rendezte be, melyek közül néhány ma is látható az udvaron. Fennmaradt a templom bencések által épített görög kereszt alaprajzú középső része. Itt ma kis tengerészeti múzeum működik régi hajók makettjeivel. A 10. században készített freskók egy része restaurálás alatt áll. Ma a szigeten üzemel a három csillagos Istra szálló a turisták pihenését szolgáló minden kényelemmel felszerelve. Az egykori Hueterott-kastély is a szállodához tartozik, étterem, bár és múzeum van benne. A Szent András-szigettől délre fekvő Maškin-sziget közepén áll a Huetterott család mauzóleuma.
- Rovinj központjától 4 km-re, a Szent András-szigettől 1 km-re délre fekszik a Szent János-sziget (otok Sveti Ivan), vagy a hogy a helyiek mondják San Giovanni. Ez a sziget is ősidők óta lakott, ma a Szent János-templom található rajta. A középkorban a fiesolei Szent Jeromos testvériség remetéi lakták, akik ispotályt építettek ide, melyet 1668-ban IX. Kelemen pápa megszüntetett. Az épület enyészetnek indult, de a tengerészeknek és halászoknak köszönhetően temploma fennmaradt.[6] A sziget több birtokos kezén ment át, akik a templommal nem nagyon törődtek, így az mai is romosan, tető nélkül áll, lényegében csak a harangtorony maradt meg épen. A sziget közelében délnyugatra fekvő Sveti Ivan na Pučini szigeten világítótorony áll,[16] mely már 150 éve segíti a tengerészeket helyzetük meghatározásában.
- Említésre méltó még a Szent Katalin-szigettől nyugatra fekvő parányi Banjol-sziget, melyen barlang található, amely azonban legnagyobb részt víz alatt áll. A sziget majdnem teljesen kopár, csak néhol borítja a sziklák közt spontán kikelt növényzet, főként fenyő.
- A Sveti Ivan-világítótoronytól 6 tengeri mérföldre délnyugatra a tengerben találhatók a „báró Gautsch” elsüllyedt utasszállító roncsai. A „báró Gautsch” egy osztrák-magyar személyszállító hajó volt, mely az első világháború elején aknára futott és elsüllyedt. Korának egyik legmodernebb hajója volt, számos technikai újítással. A hajó belsejében még mindig megtalálható a hajó felszerelésének és edényeinek egy része.[17]

## Rendszeres kulturális események
- Rovinj–Pesaro regatta: május elején;
- Modri Biser (Blue Pearl, Kék Gyöngy) nemzetközi popfesztivál: július–augusztus;
- Rovinji Vásár: augusztus
- Szabadtéri Művészeti Fesztivál: augusztus második vasárnapján a Grisia utcában
- Szent Eufémia napja: szeptember 16.

## Éghajlata
| Hónap                                                              | Jan. | Feb. | Már. | Ápr. | Máj. | Jún. | Júl. | Aug. | Szep. | Okt. | Nov. | Dec. | Év   |
| ------------------------------------------------------------------ | ---- | ---- | ---- | ---- | ---- | ---- | ---- | ---- | ----- | ---- | ---- | ---- | ---- |
| Átlagos max. hőmérséklet (°C)                                      | 9,6  | 10,6 | 13,4 | 16,7 | 21,7 | 25,4 | 28,5 | 28,7 | 24,6  | 19,9 | 14,4 | 10,8 | 18,7 |
| Átlagos min. hőmérséklet (°C)                                      | 1,8  | 1,6  | 4,0  | 7,1  | 11,6 | 14,9 | 17,2 | 17,2 | 14,0  | 10,2 | 6,0  | 3,2  | 9,1  |
| Átl. csapadékmennyiség (mm)                                        | 60   | 50   | 55   | 63   | 56   | 72   | 41   | 65   | 83    | 97   | 98   | 71   | 811  |
| Havi napsütéses órák száma                                         | 102  | 138  | 177  | 201  | 270  | 288  | 329  | 304  | 231   | 177  | 108  | 93   | 2417 |
| Forrás: National Meteorological and Hydrological Service (Croatia) |      |      |      |      |      |      |      |      |       |      |      |      |      |

## Galéria

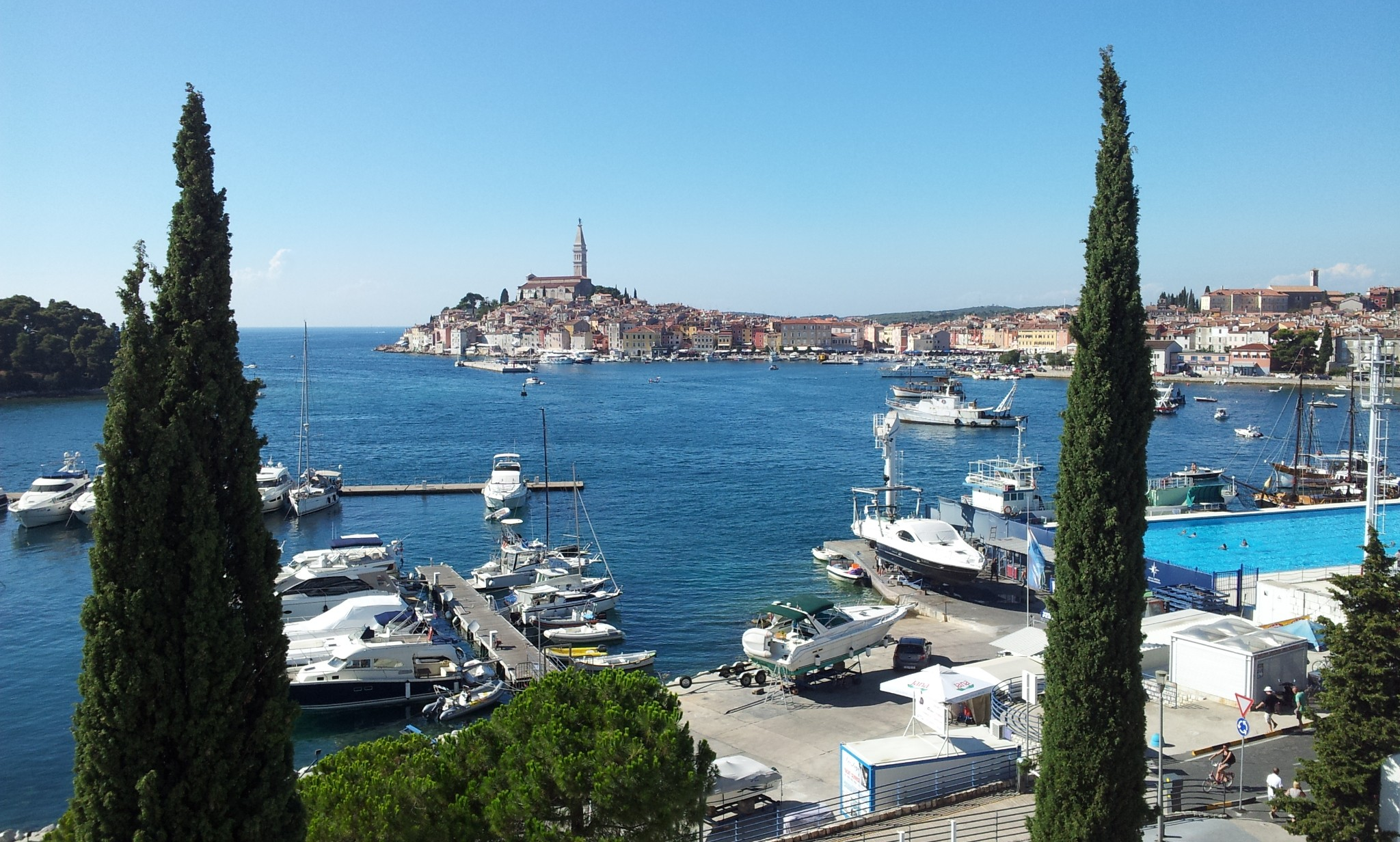
Rovinj látképe
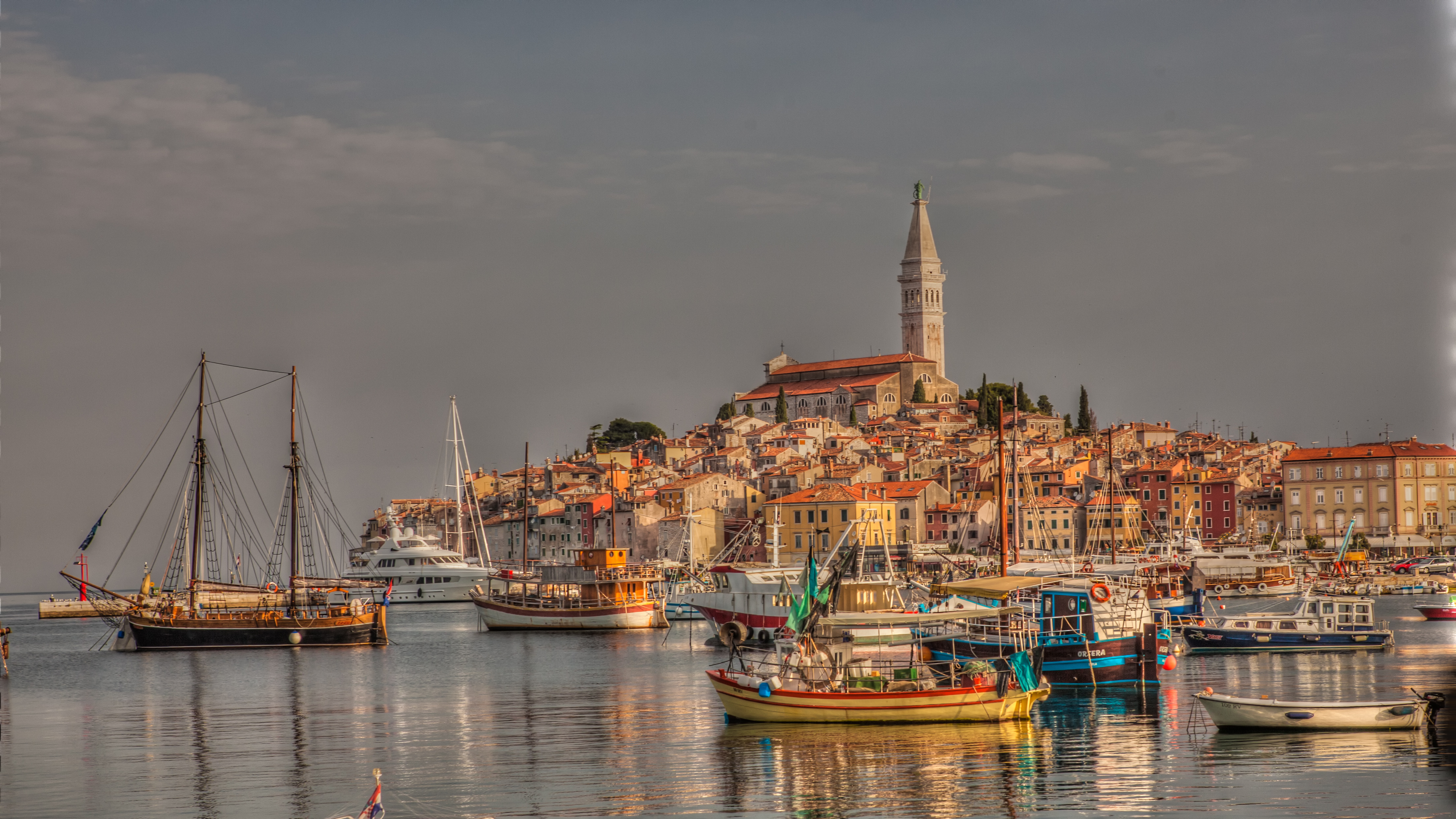
Reggeli látkép
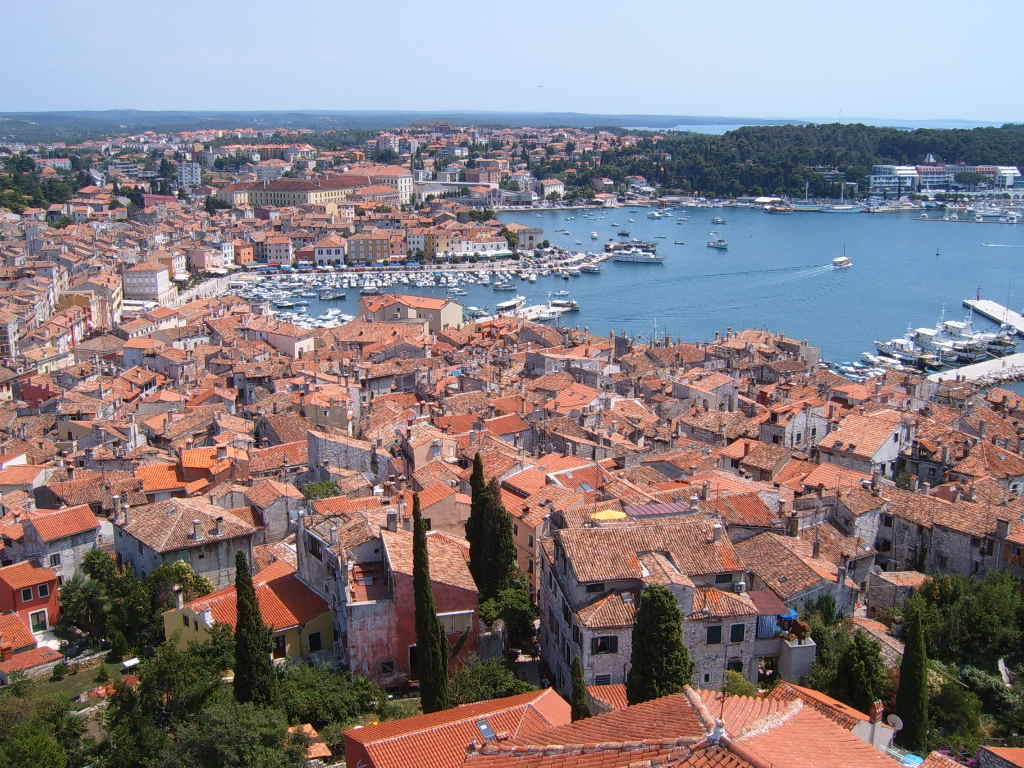
A város déli részének látképe
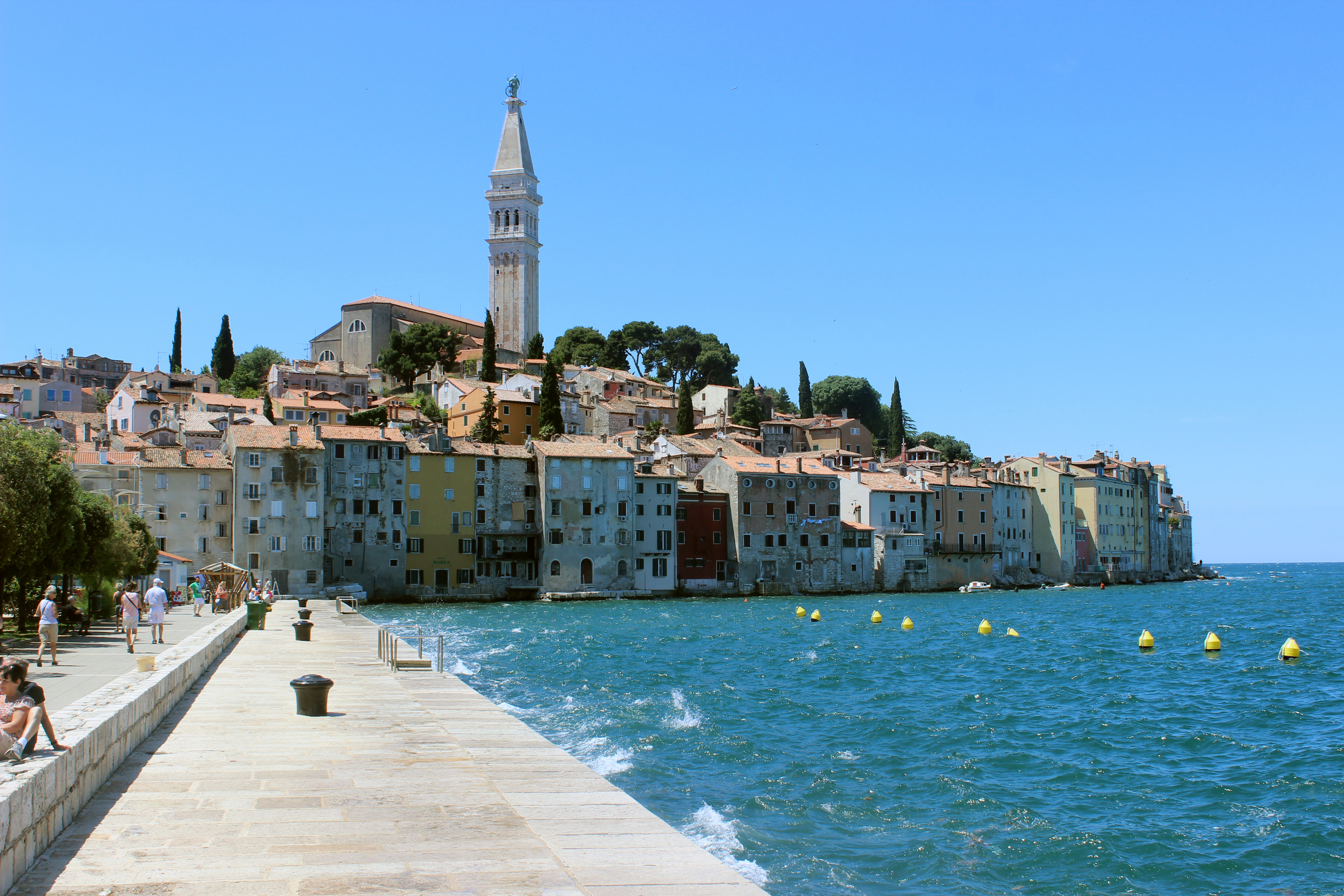
A városmag északról
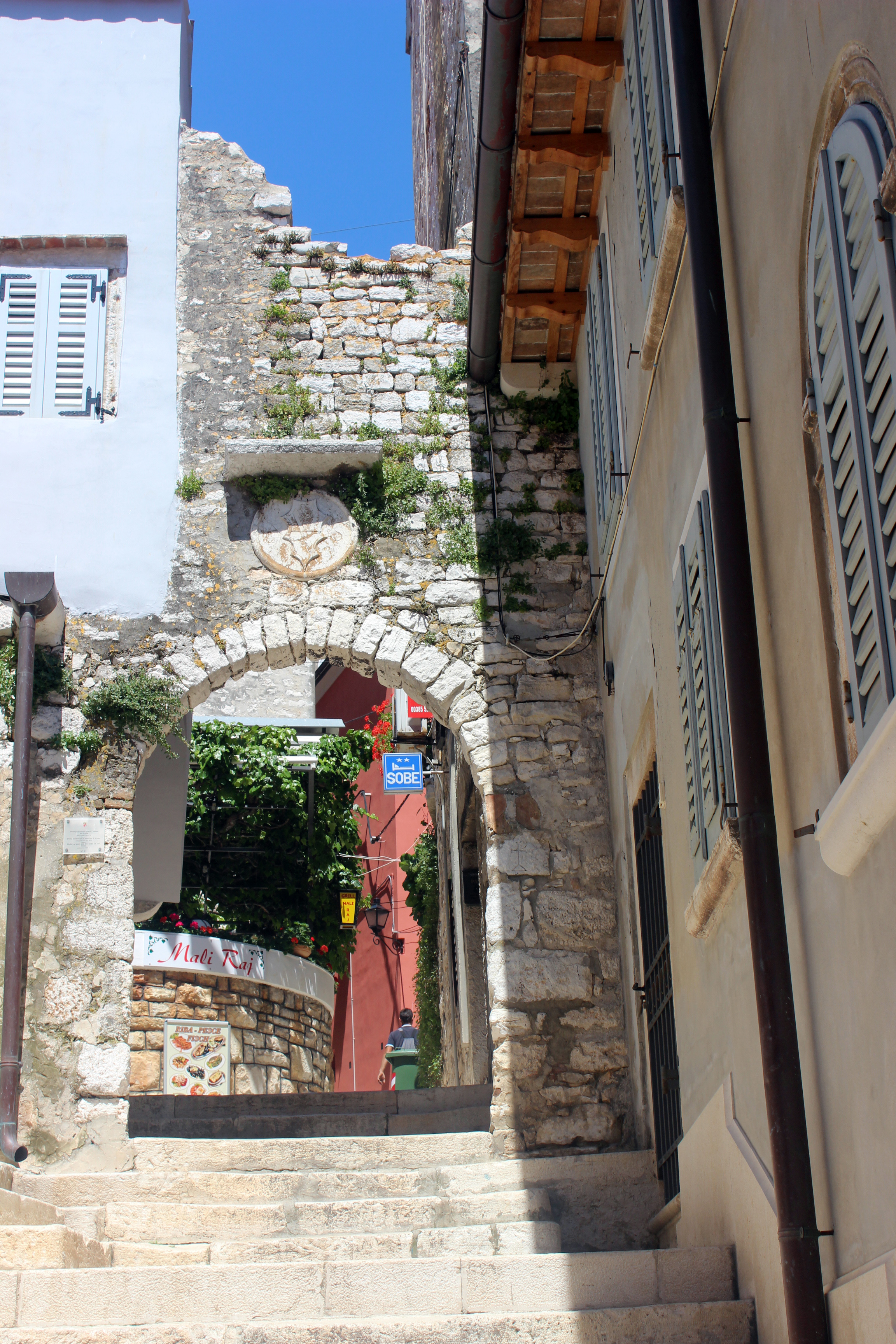
A Szent Kereszt-kapu
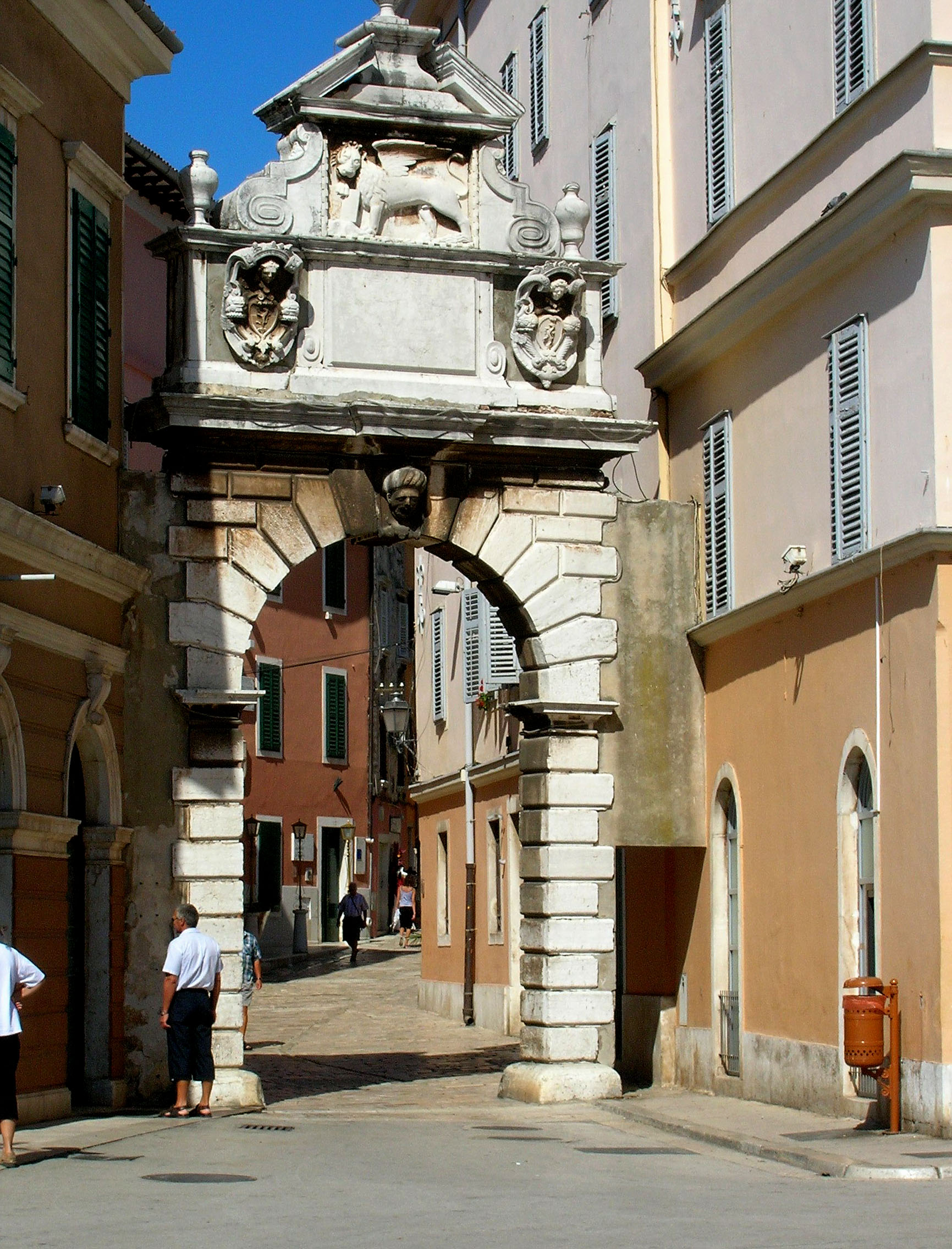
A Balbi-ív
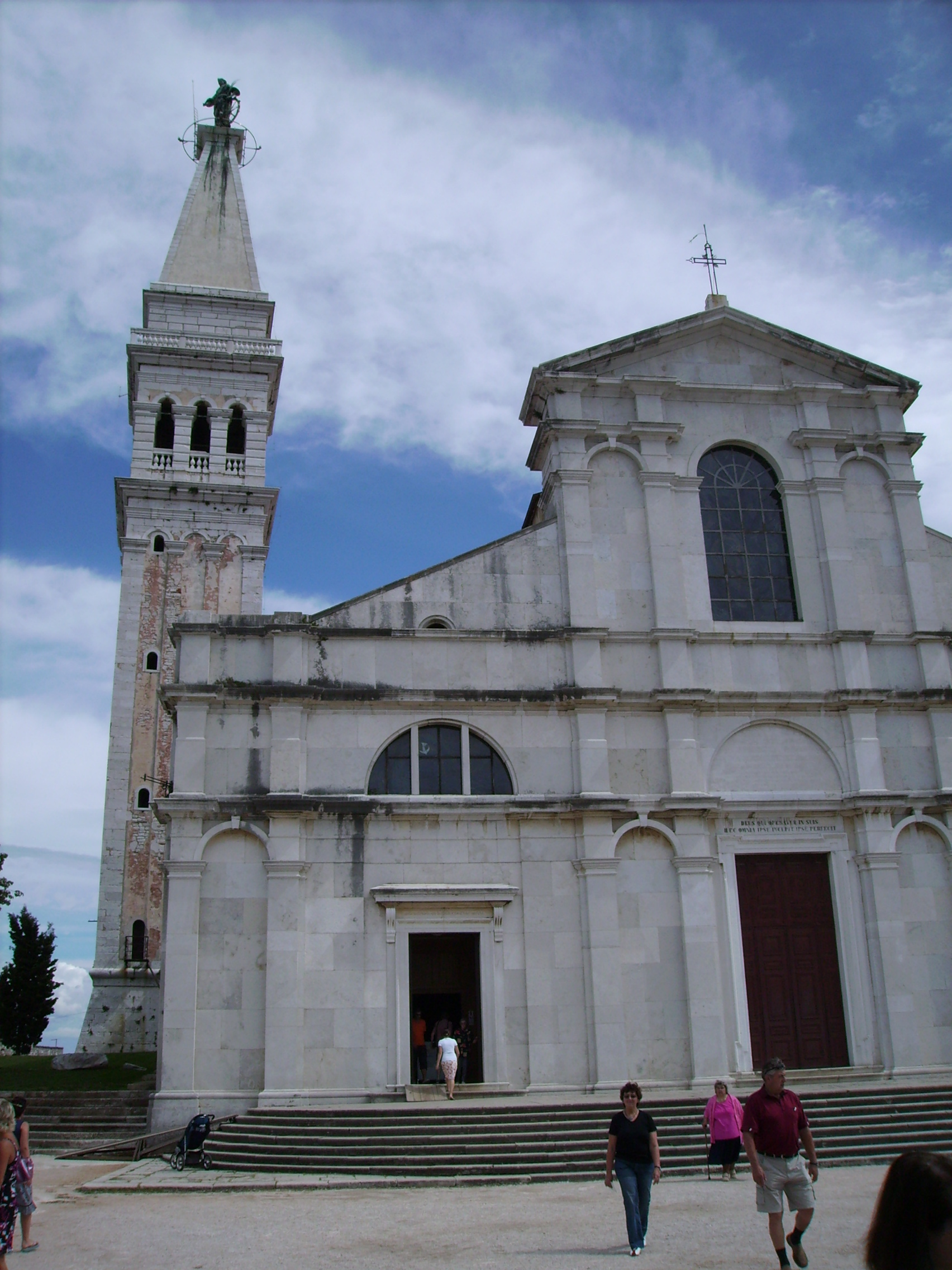
A Szent Eufémia-templom
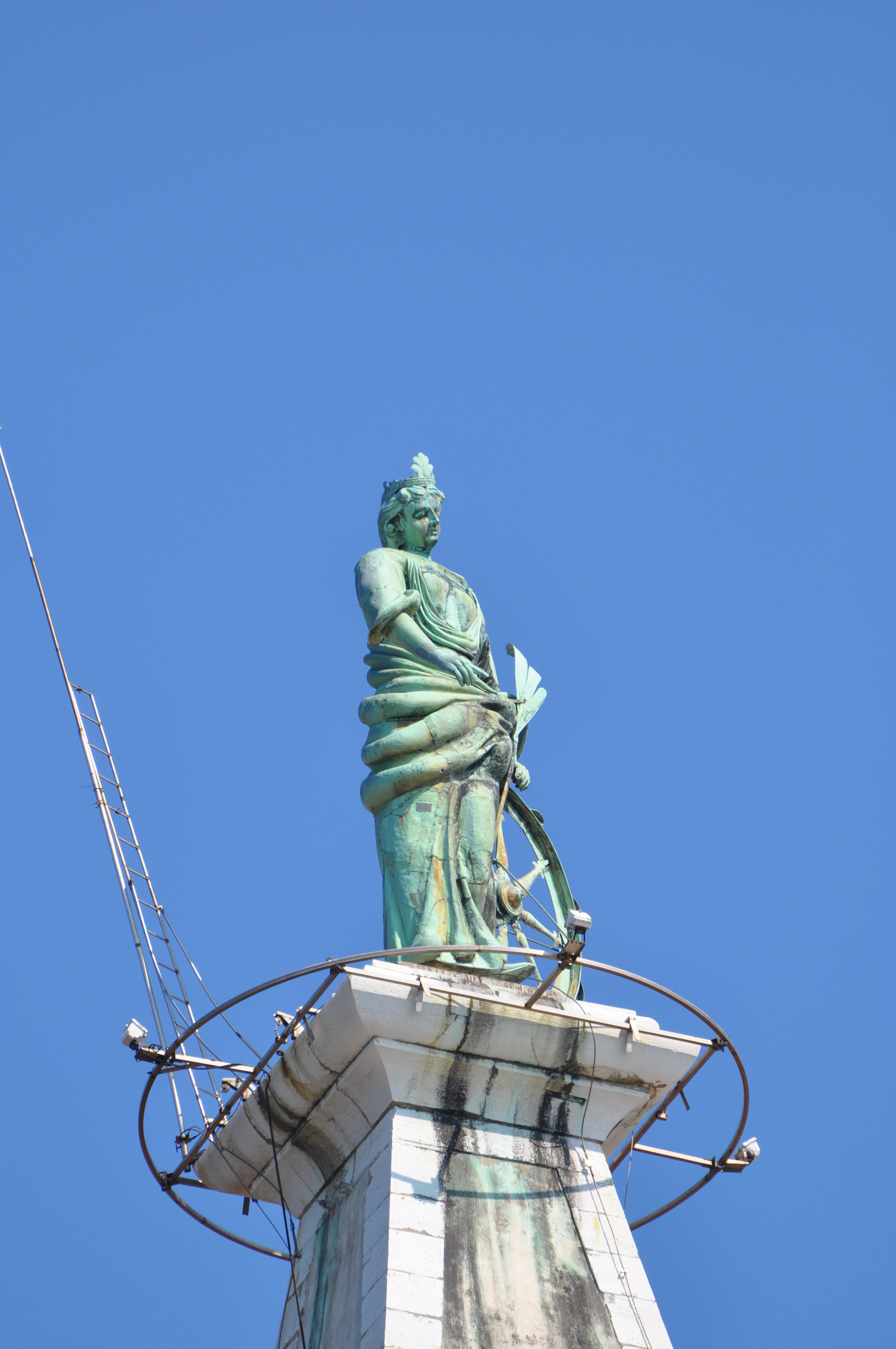
Szent Eufémia szobra a campanile csúcsán
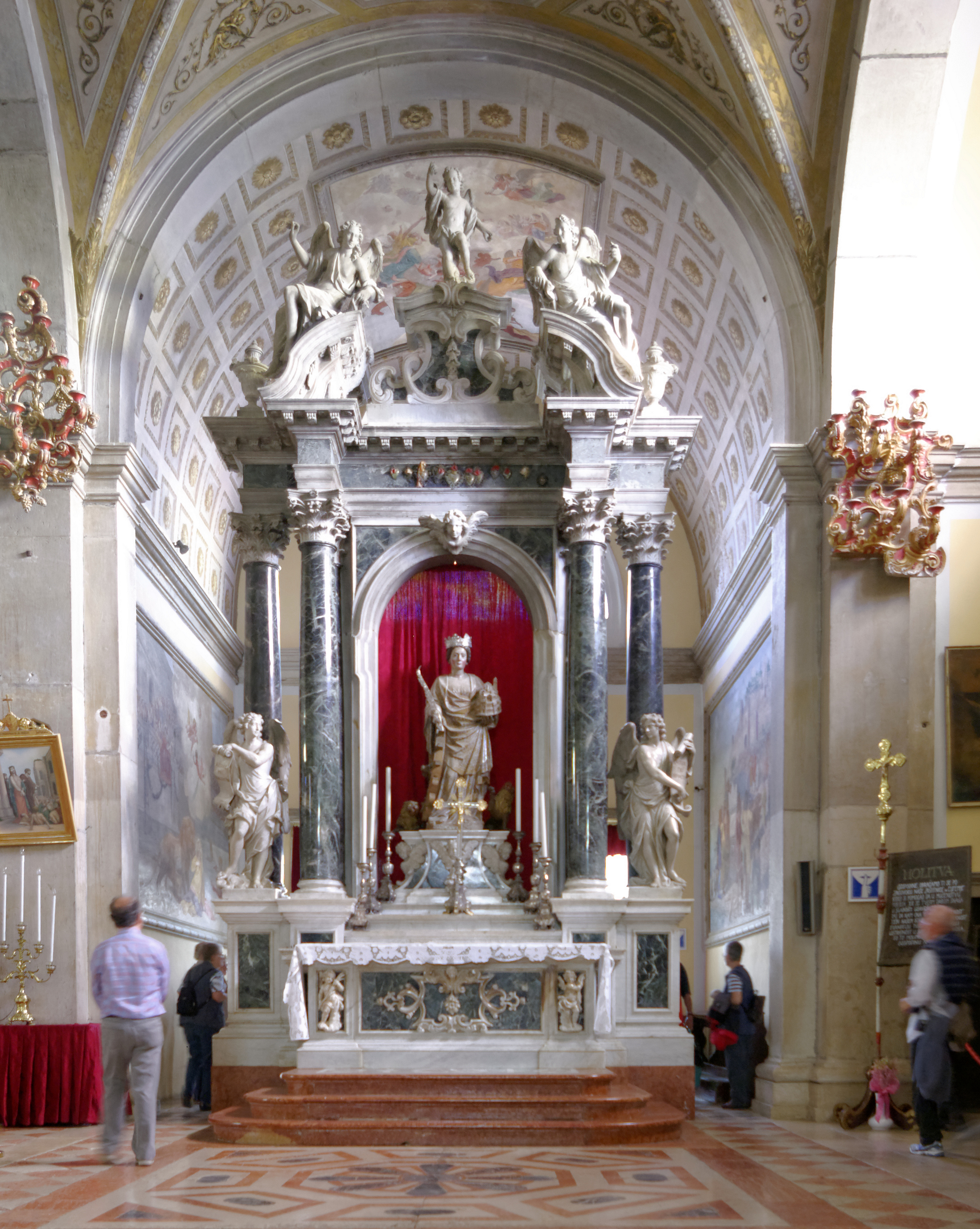
A Szent Eufémia-oltár
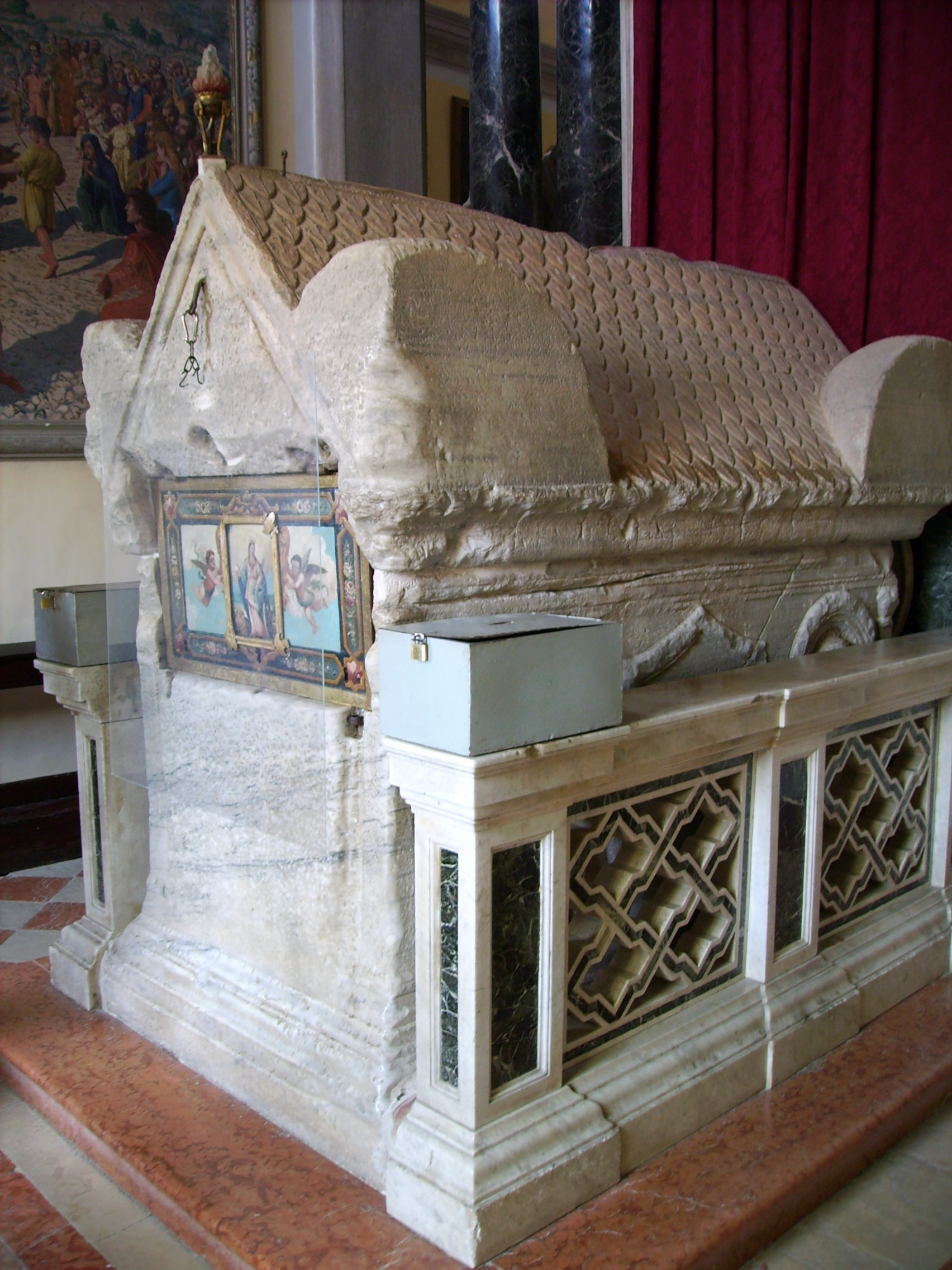
Szent Eufémia szarkofágja
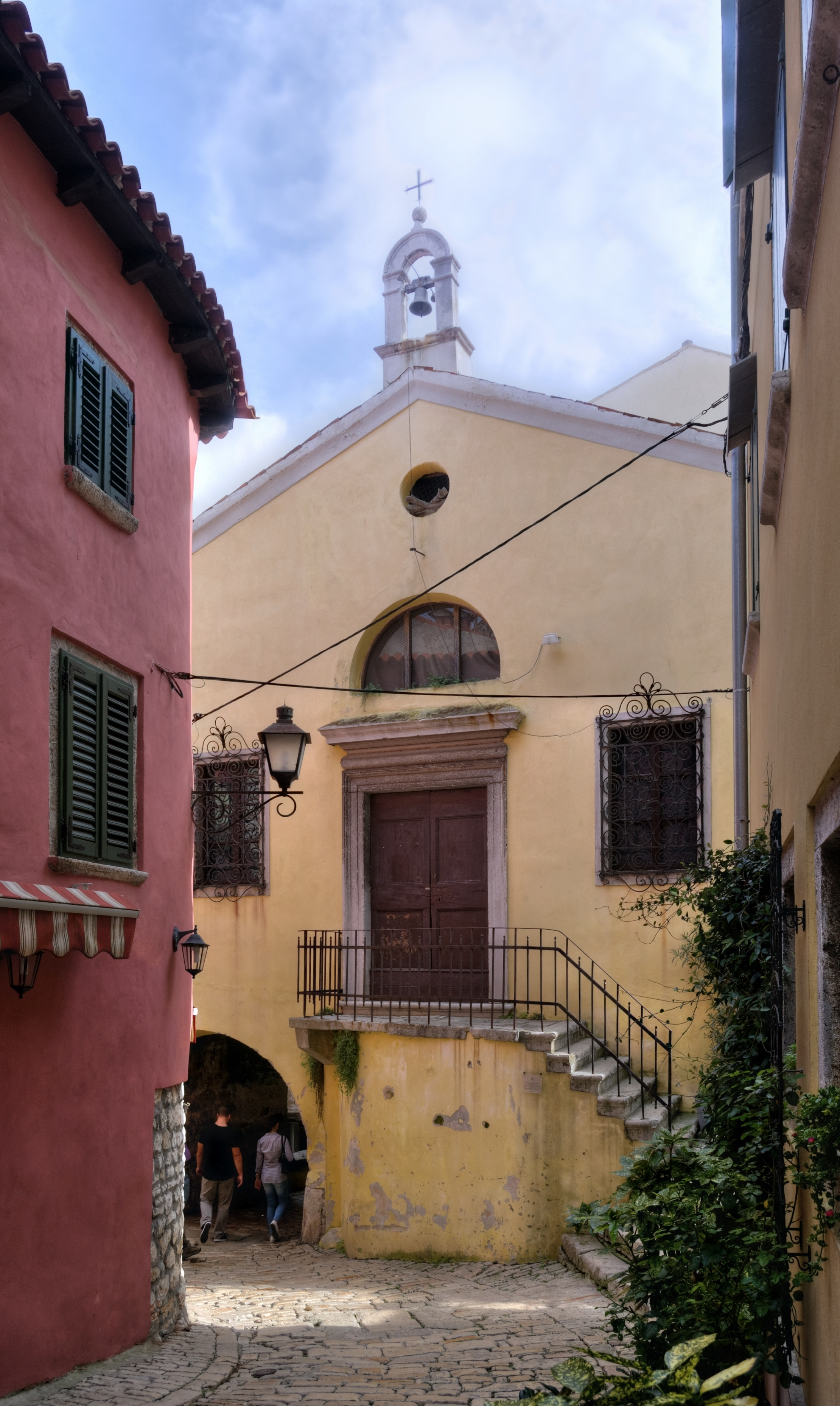
A Szent Tamás-templom
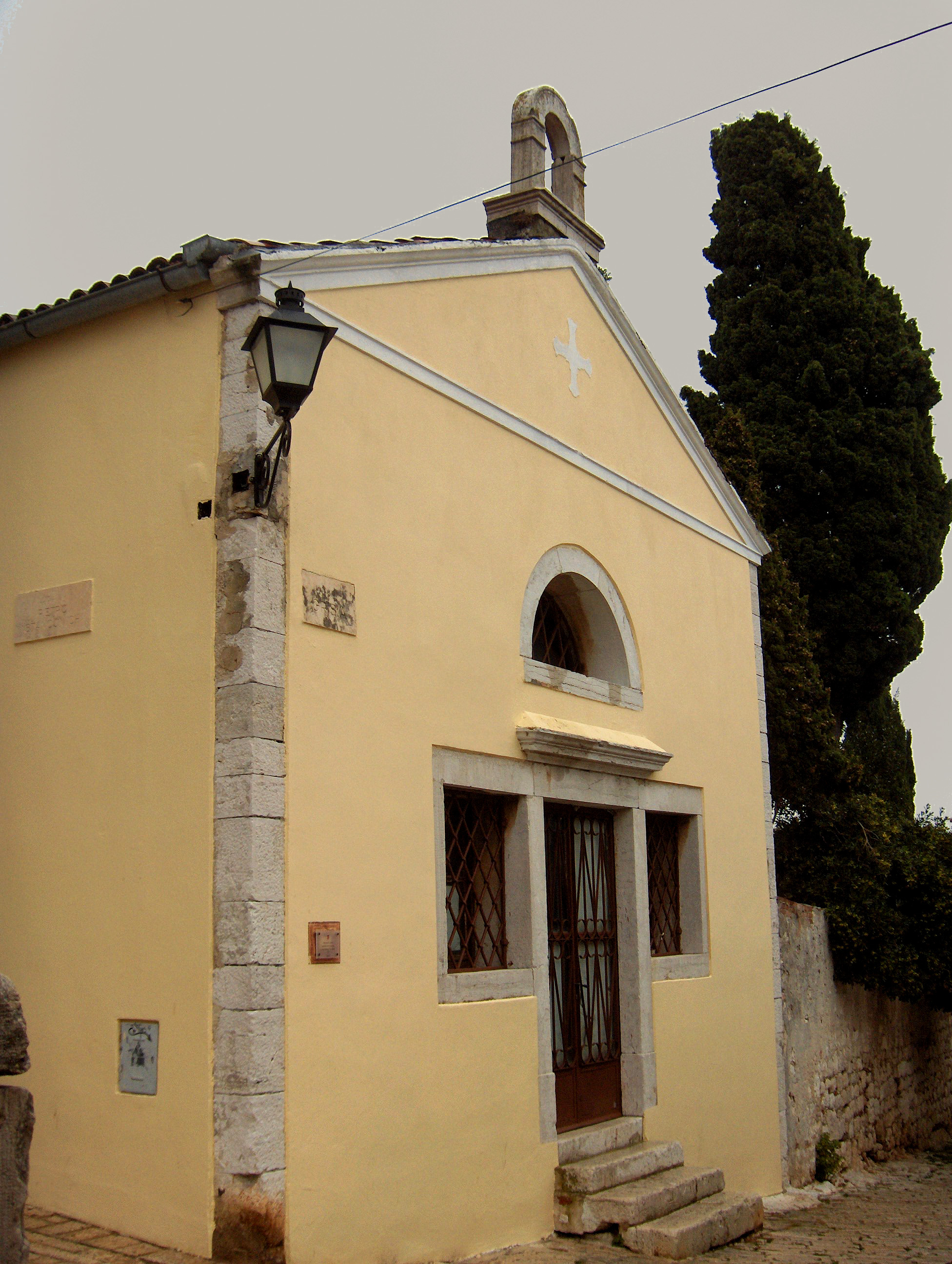
A Szent József-templom
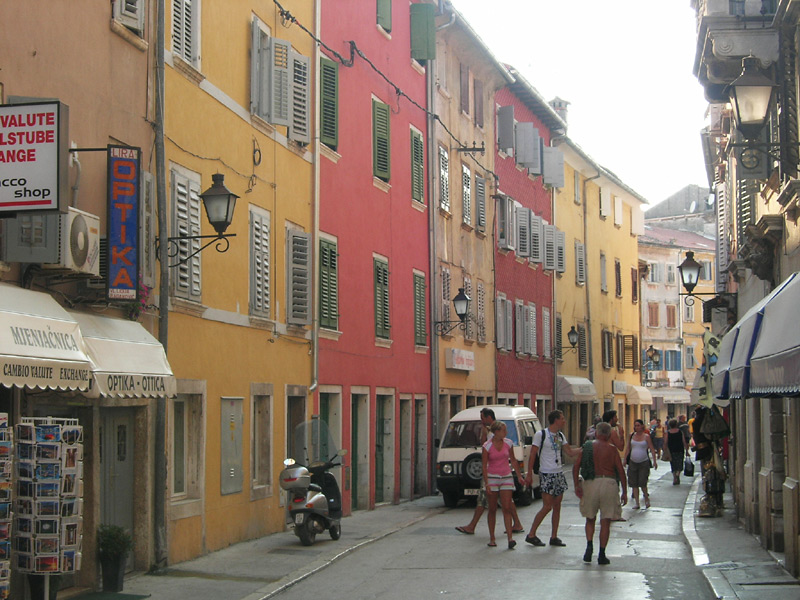
Belvárosi részlet
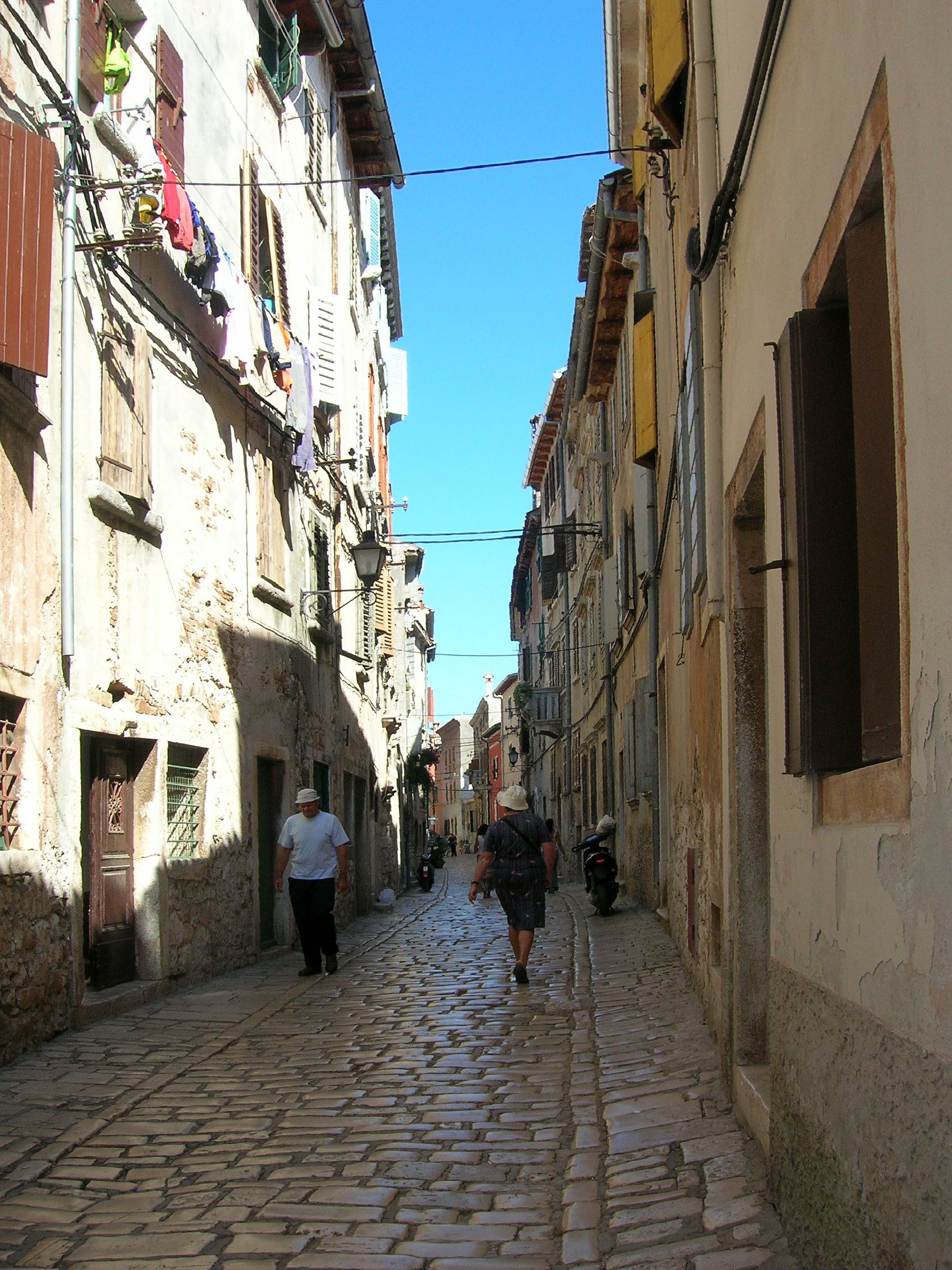
Belvárosi sikátor
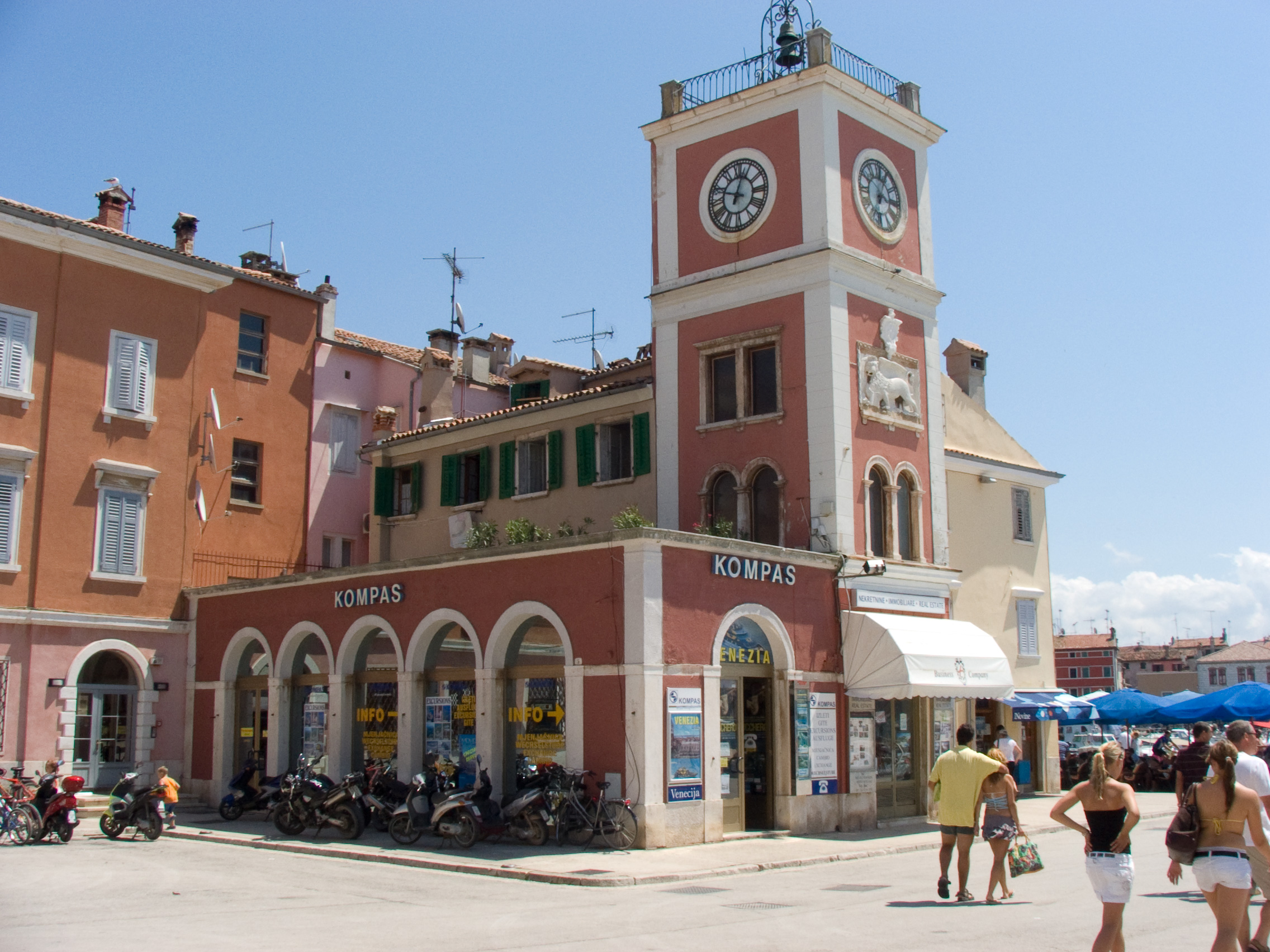
Az Óratorony
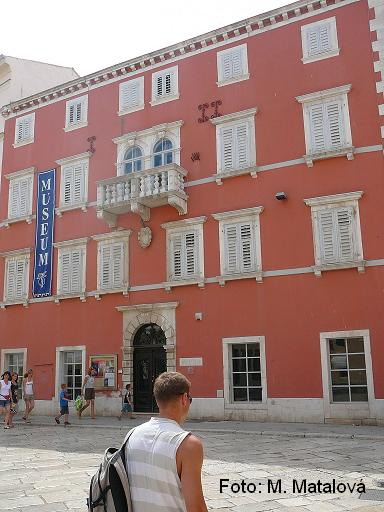
A városi múzeum
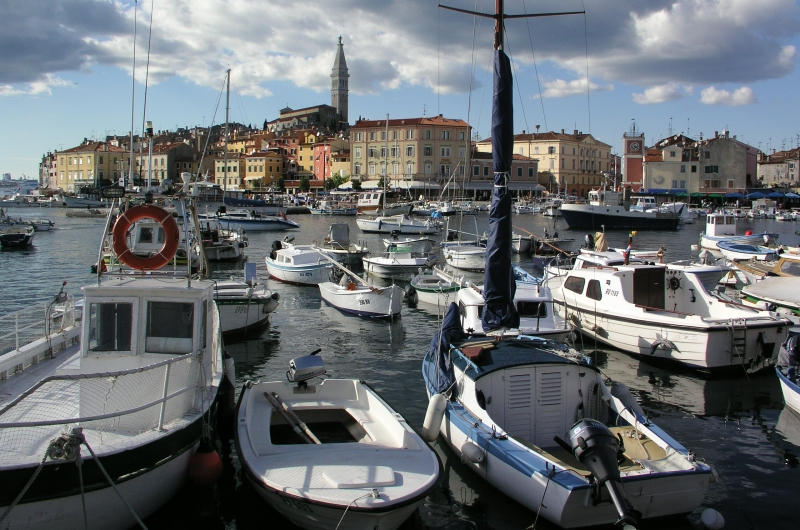
Kikötői részlet
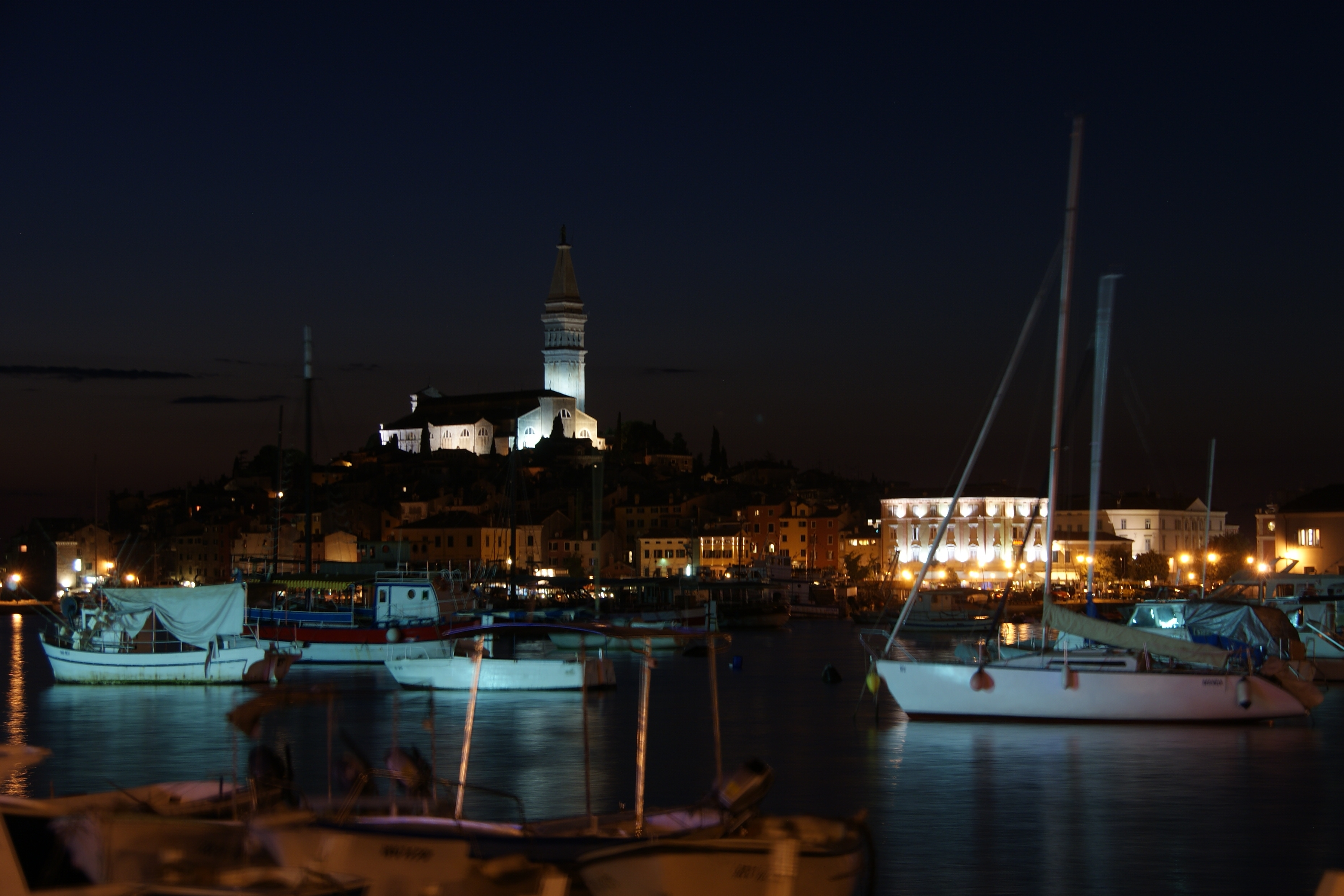
Éjszakai látkép